# دوحه
دوحه (به عربی: الدوحة) پایتخت و پرجمعیت‌ترین شهر کشور قطر است. این شهر در سواحل خلیج فارس قرار دارد. جمعیت آن بر طبق سرشماری سال ۲۰۱۸ میلادی ۲٬۳۸۲٬۰۰۰ نفر بوده‌است. در حال حاضر دوحه به عنوان پایتخت تجاری قطر و یکی از مراکز مالی در خاورمیانه است که توسط شبکه جهانی سازی و تحقیقات شهرهای جهانی در سطح بتا در نظر و قرار گرفته شده‌است. دوحه تا به امروز میزبان کنفرانس‌های متعدد بین‌المللی از جمله میزبان کنفرانس اتحادیه بین‌المجالس، چارچوب پیمان‌نامه سازمان ملل در تغییر اقلیم و نشست سازمان تجارت جهانی بوده‌است. دوحه دارای شهر آموزش، شهر ورزشی و مراکز متعدد فرهنگی است.

## تاریخچه

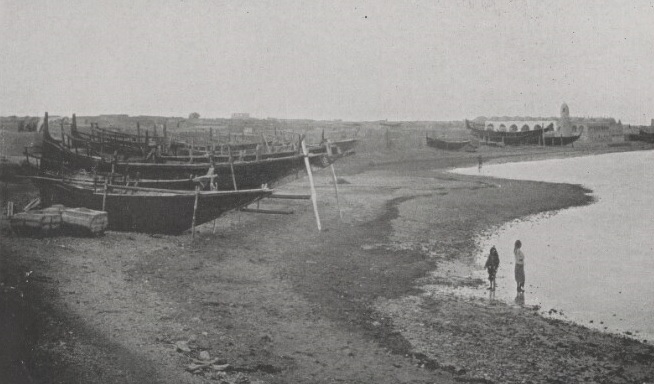
روستای ماهیگیری دوحه در سال ۱۹۰۸ م.

دوحه ابتدا یک روستا بر پایه ماهیگیری و صید مروارید بود. دوحه در دهه ۱۸۲۰ به عنوان شاخه‌ای از البدع در مجاورت این منطقه تأسیس شد. دوحه در سال ۱۹۷۱، زمانی که قطر استقلال خود را از انگلیس به سرانجام رساند، به عنوان پایتخت این کشور اعلام شد. از جمله آثار تاریخی و کهن شهر دوحه می‌توان به منطقه تاریخی الجساسیه، شهر تاریخی الزباره، الوکرا، قلعه الوجبا و روستای تاریخی کتارا اشاره کرد.

### جدول زمانی دوحه
- ۱۶۸۱ - اولین تصویر مستند از البدع زانا.
- ۱۸۰۱ - اولین نوشتارها و توصیف از البدع و اولین تلاش بریتانیایی‌ها برای حمله به شهر.
- ۱۸۲۰ - جمعیت منطقه: ۱۰۰۰۰ (تخمین).
- ۱۸۲۰ - دوحه به عنوان شاخه‌ای از البدع تأسیس شد.
- ۱۸۲۳ - از شهر دوحه برای اولین بار نقشه‌برداری شد.
- ۱۸۲۸ - قبایل حاکم دوحه، قلعه‌های خود را بمباران کردند و آل خلیفه را از شهر بیرون راندند.
- ۱۸۴۱ - بمباران البدع توسط بریتانیا به عنوان مجازاتی برای پناه دادن به جاسم بن جابر دزد دریایی منطقه خلیج فارس.
- ۱۸۵۰–۱۸۴۸ - خانواده آل ثانی به دوحه مهاجرت کردند.
- ۱۸۵۲ - محاصره اقتصادی دوحه و البدع توسط آل خلیفه.
- ۱۸۷۱ - دوحه توسط ترک‌ها اشغال شد.
- ۱۸۹۳ اهالی شهر البدع در جریان نبرد الوجبه حضور داشتند و سربازان عثمانی را از منطقه بیرون راندند.
- ۱۹۰۱ - کاخ فریق السلطه ساخته شد.
- ۱۹۱۰ - برج برزان در نزدیکی دوحه ساخته شد.
- ۱۹۲۷ - قلعه آل کوت ساخته شد.
- ۱۹۵۲ - تأسیس رسمی اولین مدرسه پسرانه.
- ۱۹۵۵ - تأسیس رسمی اولین مدرسه دخترانه.
- ۱۹۶۳ - جمعیت شهر: ۴۵۰۰۰ (تخمین).
- ۱۹۶۳ شهرداری دوحه تأسیس شد.
- ۱۹۶۹ - باشگاه ورزشی السد تشکیل شد.
- ۱۹۷۱ - دوحه رسماً به عنوان پایتخت قطر اعلام شد.
- ۱۹۷۲ - کاخ دیوان امیری ساخته شد.
- ۱۹۷۳ - دانشگاه قطر در دوحه افتتاح شد.

## زیرساخت‌ها و توسعه بعد از استقلال

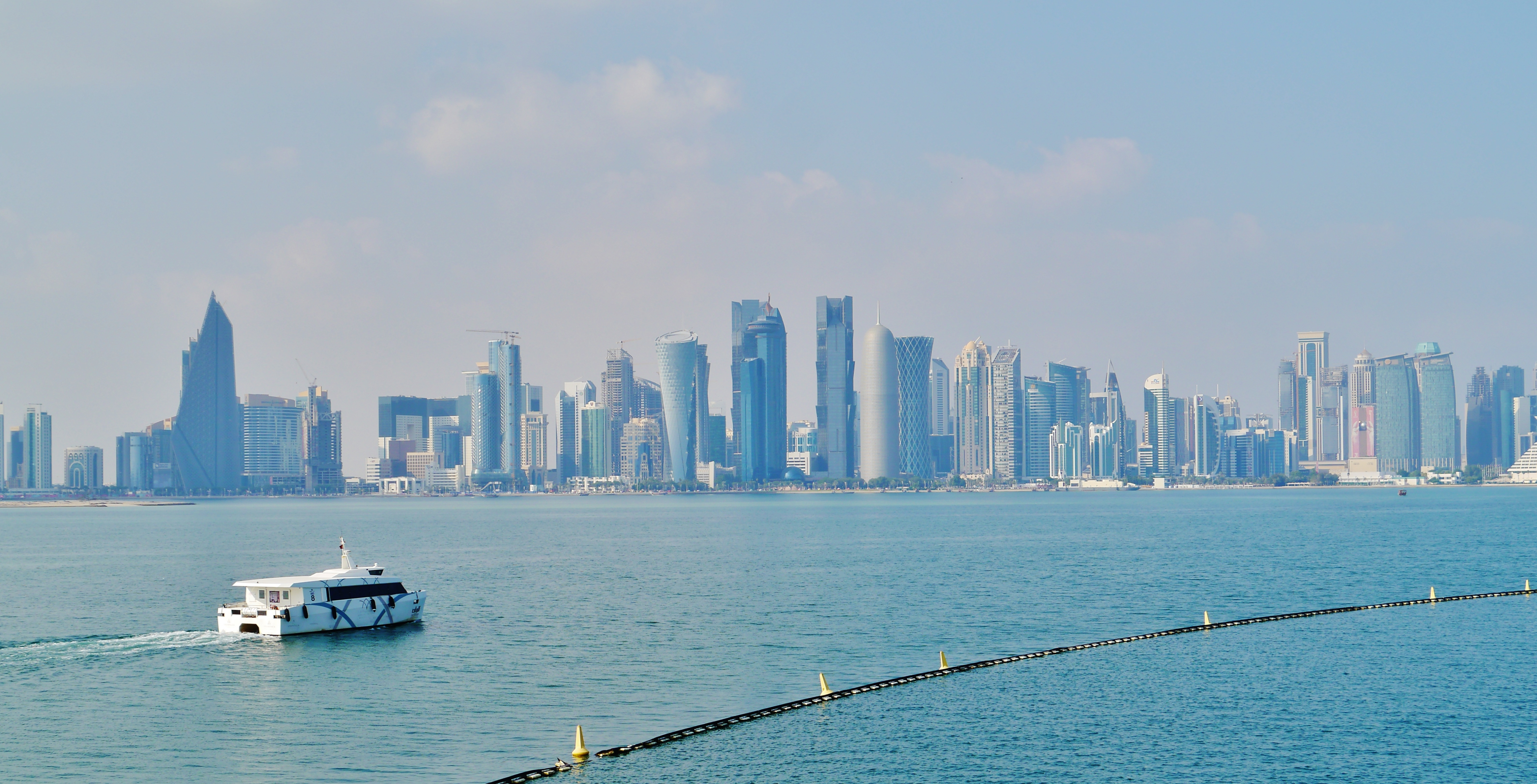
آسمان خراش‌های دوحه

دوحه در دهه اخیر شاهد سرمایه‌گذاری فروان در زیر ساخت‌های شهری بوده‌است. به‌طوری‌که از یک دهکده ساحلی به یک شهر مدرن تبدیل گردیده‌است. شروع توسعه بعد از استقلال قطر از سال ۱۹۷۳ آغاز گشت. در همین سال دانشگاه قطر با فرمان امیر افتتاح شد و در سال ۱۹۷۵ موزه ملی قطر در جایی که در ابتدا کاخ حاکم بود ساخته و افتتاح شد.
در طول دهه ۱۹۷۰، تمام محله‌های قدیمی دوحه با خاک یکسان شد و ساکنان آن به مناطق جدید حومه‌ای مانند الریان، مدینه خلیفه و الغرافه رفتند. در سال ۱۹۸۳، یک هتل و مرکز کنفرانس در انتهای شمالی کرنیش توسعه یافت. هتل شرایتون تا سال ۱۹۰۰ بلندترین سازه شهر بود. در دهه گذشته طرح‌های مدرن‌سازی شهر مانند ساختمان‌های تجاری و مسکونی با حمایت از بنگاه‌های املاک و همچنین توسعه مراکز فرهنگی بخصوص شهر آموزش که در حال حاضر هشت دانشگاه بین‌المللی معتبر در آن به فعالیت می‌پردازند، رونق گرفت. یکی از بزرگ‌ترین پروژه‌هایی که توسط دولت پایه‌گذاری شد، ساخت جزیره مصنوعی مروارید قطر در سواحل خلیج غربی بود که اولین منطقه آن در سال ۲۰۰۴ راه‌اندازی شد. مساحت این جزیره ۴۰۰ هکتار است و پس از پایان این پروژه، ۳۲ کیلومتر ساحل تازه به کرانه‌های کشور قطر افزوده شده‌است. در سال ۲۰۰۶، دوحه به عنوان میزبان پانزدهمین دوره بازی‌های آسیایی انتخاب شد که منجر به ساخت یک مجموعه ورزشی ۲۵۰ هکتاری به نام منطقه اسپایر در شهرداری الریان شد. در سال ۲۰۰۶، دولت برنامه مرمتی را برای حفظ هویت معماری بازار تاریخی سوق واقف آغاز کرد.

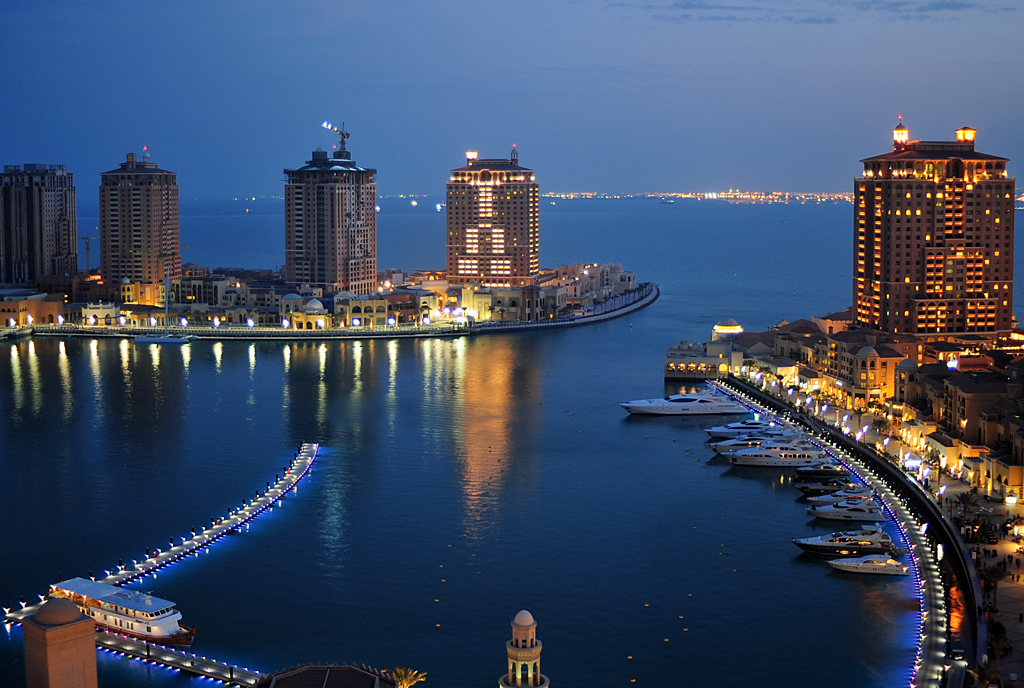
غروب مروارید قطر

مشیرب دوحه

از دیگر مراکز زیرساخت شهر توجه به تاریخ شهر است که با ساخت موزه از جمله موزه ملی و موزه اسلامی آن را به نمایش گذاشته‌است. دهکده فرهنگی کاتارا در سال ۲۰۱۰ در شهر دوحه افتتاح شد و از آن زمان تاکنون میزبان جشنواره فیلم دوحه ترایبکا بوده‌است.
این شهر دارای فرودگاه بین‌المللی و همچنین مرکز شرکت هواپیمایی قطر می‌باشد. شبکه خبری الجزیره انگلیسی و عربی در شهر دوحه واقع گشته‌است. سند چشم‌انداز ملی ۲۰۳۰ قطر که بر پایه چهار اصل توسعه انسانی، اجتماعی، اقتصادی و زیست‌محیطی استوار است، در بخش توسعه اقتصادی بر استفاده از درآمد حاصل از منابع طبیعی قطر برای سوق دادن اقتصاد کشور به سوی سایر منابع درآمدزایی و در بخش توسعه زیست‌محیطی، بر توسعه با حداقل آسیب به طبیعت تأکید شده‌است. مروارید قطر از پروژه‌های توسعه انسانی برپایه گردشگری است که در دوحه ساخته شده‌است. طرح ساخت ورزشگاه‌های جام جهانی فوتبال، مراکز خرید و پروژه دوحه لند که شهر بازی بزرگ قطر می‌باشد از دیگر پروژه‌ها است.
یکی از پروژه‌های مرتبط برای حفظ تاریخ شهر مشیرب نام داشت که هدف آن حفظ و ارتقای منطقه تاریخی مرکز شهر است. مشیرب مرکز شهر دوحه، پروژه‌ای به مساحت ۳۱ هکتار با هزینه تخمینی ۵ میلیارد دلار بود که در زمان افتتاح آن اولین مرکز شهر پایدار در جهان لقب گرفت. مشیرب شامل چندین محله است که در مراحل مختلف بازسازی و ساخته شده‌است.

## جغرافیا
دوحه در بخش مرکزی ساحل شرقی قطر واقع شده‌است و ساحل آن با خلیج فارس هم‌مرز است.

### آب و هوا
دوحه دارای اب و هوای گرم و خشک و شرجی می‌باشد. با میانگین دمای ۲۷ درجه با میزان بارش ۷۶ میلی‌متر می‌رسد.
| آب و هوای دوحه                              | آب و هوای دوحه | آب و هوای دوحه | آب و هوای دوحه | آب و هوای دوحه | آب و هوای دوحه | آب و هوای دوحه | آب و هوای دوحه | آب و هوای دوحه | آب و هوای دوحه | آب و هوای دوحه | آب و هوای دوحه | آب و هوای دوحه | آب و هوای دوحه |
|                                             | ژانویه         | فوریه          | مارس           | آوریل          | مـــــه        | ژوئـن          | ژوئیـه         | اوت            | سپتامبر        | اکتبـر         | نوامبر         | دسامبر         |                |
| ------------------------------------------- | -------------- | -------------- | -------------- | -------------- | -------------- | -------------- | -------------- | -------------- | -------------- | -------------- | -------------- | -------------- | -------------- |
| میانگین گرم‌ترین‌ها C°                        | ۲۲             | ۲۳             | ۲۷             | ۳۳             | ۳۹             | ۴۲             | ۴۲             | ۴۱             | ۳۹             | ۳۵             | ۳۰             | ۲۵             |                |
| میانگین سردترین‌ها C°                        | ۱۴             | ۱۵             | ۱۷             | ۲۲             | ۲۷             | ۲۹             | ۳۱             | ۳۱             | ۲۹             | ۲۵             | ۲۱             | ۱۶             |                |
| بارش mm                                     | ۱۴             | ۴٫۶            | ۱۰٫۳           | ۱٫۳            | ۳٫۵            | ۰              | ۰              | ۳٫۱            | ۳٫۶            | ۱٫۴            | ۱۰٫۷           | ۱۱             |                |
| منبع: worldweatheronline.com ۲۰ ژانویه ۲۰۱۴ |                |                |                |                |                |                |                |                |                |                |                |                |                |

## جمعیت‌شناسی
بخش قابل توجهی از جمعیت قطر در محدوده دوحه و منطقه شهری آن ساکن هستند.

### قومیت و زبان
جمعیت دوحه عمدتاً متشکل از مهاجران است و افراد قطری در اقلیت هستند. بیشترین بخش مهاجران در قطر از کشورهای جنوب شرقی و جنوب آسیا، عمدتاً از هند، پاکستان، سریلانکا، نپال، فیلیپین و بنگلادش هستند و تعداد زیادی از مهاجران نیز از کشورهای عربی مصر، جیبوتی، سومالی، آفریقای شمالی می‌آیند. دوحه همچنین خانه بسیاری از مهاجران اروپایی، آمریکای شمالی، آفریقای جنوبی و استرالیا و فرانسه است. عربی زبان رسمی قطر است. انگلیسی معمولاً به عنوان زبان دوم و زبان رو به رشد کشور است و به ویژه در تجارت استفاده می‌شود. از آنجایی که جمعیت مهاجر زیادی در دوحه وجود دارد، زبان‌هایی مانند مالایالام، تامیل، بنگالی، تاگالوگ، اسپانیایی، سینهالی، فرانسوی، اردو، هندی و فارسی نیز به‌طور گسترده رواج دارد. در سال ۲۰۰۴، قانون مالکیت املاک و مستغلات برای خارجی‌ها تصویب شد که به شهروندان غیرقطری اجازه خرید زمین در مناطق دوحه را می‌دهد. پیش از این، اتباع خارجی از داشتن زمین در قطر منع شده بودند. مالکیت خارجی‌ها در قطر به آنها اجازه می‌دهد که اجازه اقامت تجدیدپذیر دریافت کنند و به همین شکل در قطر مشغول به زندگی و کار باشند.

### دین
اکثریت ساکنان دوحه مسلمان هستند. کاتولیک‌ها بیش از ۹۰ درصد از جمعیت ۱۵۰۰۰۰ نفری مسیحی دوحه را تشکیل می‌دهند. پس از حکم امیر قطر برای تخصیص زمین به کلیساها، اولین کلیسای کاتولیک با نام بانوی ما تسبیح، در مارس ۲۰۰۸ در دوحه افتتاح شد. چندین کلیسای دیگر نیز در دوحه وجود دارد.

## اقتصاد

بانک مرکزی قطر در دوحه

دوحه مرکز اقتصادی قطر است. این شهر مقر بسیاری از سازمان‌های داخلی و بین‌المللی از جمله بزرگترین شرکت‌های نفت و گاز کشور، همچون قطر پترولیوم، قطرگس و راس‌گس است که بیشتر آن‌ها در منطقه غرب کشور قطر قرار دارند. بخش عمده نفت و گاز کشور قطر در محدوده دریایی دوحه قرار دارد و به همین دلیل دوحه میزبان بزرگ‌ترین شرکت‌های نفتی و گازی دنیا شده‌است. در اصل مروارید تا قرن بیستم نقش اصلی تجاری را در دوحه ایفا کرده بود. به دلیل رونق تجارت مروارید، جمعیت شهر در نیمه اول قرن بیستم به حدود ۱۲۰۰۰ نفر افزایش یافت. به‌طور سنتی و پس از کشف و استخراج گسترده نفت پس از جنگ جهانی دوم در قطر که عمدتاً توسط شرکت‌های نفتی آمریکایی انجام شد، اقتصاد قطر بر پایه درآمد نفت و گاز بنا شد. اما از چند سال پیش و با هدف‌گذاری‌های انجام شده، کشور قطر قصد صنعتی‌سازی و تجاری‌سازی خود و جدایی از اقتصاد تک قطبی و وابسته به نفت دارد و از همین رو فرودگاه بین‌المللی حمد در سال ۲۰۱۴ جایگزین فرودگاه قدیمی دوحه شد. اندازه فرودگاه جدید تقریباً دو برابر فرودگاه قبلی است و دارای دو تا از طولانی‌ترین باندهای پروازی جهان است. مجله فرچون دوحه را در لیست بهترین ۱۵ شهر جدید برای تجارت در سال ۲۰۱۱ گنجانده‌است. طبق گزارشات نومبئو در نتیجه رونق سریع جمعیت دوحه و افزایش تقاضای مسکن، قیمت املاک و مستغلات تا سال ۲۰۱۴ به‌طور قابل توجهی افزایش یافت. اگرچه کاهش قیمت نفت از سال ۲۰۱۴ و بحران دیپلماتیک قطر با همسایگان خود رشد جمعیت شهر را کند کرد، اما هزینه‌های دولت برای حفظ رشد املاک و مستغلات در کلان‌شهر دوحه افزایش یافت. در نتیجه رونق سریع جمعیت دوحه و افزایش تقاضای مسکن، قیمت املاک و مستغلات تا سال ۲۰۱۴ به‌طور قابل توجهی افزایش یافت. گزارش دیده بان اقتصاد در سال ۲۰۲۴ توسط پی سی دبلیو خاورمیانه گزارش داده است که قطر با محوریت دوحه به مقصدی پیشرو برای ورزش و گردشگری در جهان تبدیل شده است و از سرمایه گذاری های استراتژیک در مراکز ورزشی درجه یک مانند استادیوم های جام جهانی فوتبال ۲۰۲۲ و پیست بین المللی استفاده می‌کند و خدمات بخش گردشگری خود را افزایش می‌دهد. قطر به دنبال موفقیت‌های میزبانی رویدادهای بزرگ، سفری را برای ارتقای زیرساخت‌های گردشگری و تنوع بخشیدن به جاذبه‌های خود آغاز کرد که شامل پلت فرم ویزای هییا، گسترش فرودگاه و توسعه استراحتگاه‌ها و مکان‌های فرهنگی مقصد بود.

## گردشگری
قطر در سال‌های اخیر به عنوان یک مقصد کاری شناخته شده‌است و جدیداً به عنوان یک شهر توریستی نو ظهور در حال رشد و توسعه شناخته می‌شود. دوحه به عنوان یک شهر مدرن و پویا ساخته شده بر روی ریشه‌های فرهنگی عمیق از میراث فرهنگی بادیه نشینی خود است.
بازدید کنندگان از قطر هر آنچه برای یک سفر تابستانی نیاز دارند را در دسترس دارند، آرامش، صحرا، کوچه‌های پر جنب و جوش، سواحل شنی، پارک‌های سبز و همچنین هتل‌های لوکس در دوحه قطر در دسترس است. بخش گردشگری دوحه در طول سال ها به سرعت تکامل یافته است و جاذبه های کلیدی و چندین موزه و گالری و مراکز خرید مجلل از اهمیت زیادی برخوردار است. صنعت گردشگری قطر با میزبانی از ۵ میلیون بازدیدکننده در سال ۲۰۲۴ به رکورد جدیدی در جذب گردشگر دست یافت، این رشد ۲۵ درصدی در کنار فروش استثنائی ۱۰ میلیون شب اقامت دوحه را به مرکز گردشگری در خاورمیانه تبدیل کرده است. توسعه‌دهندگان گردشگری قطر، مناطق متعددی را متناسب با علایق خاص توریستی از جمله فعالیت‌های فرهنگی، تاریخ، زیست‌شناسی دریایی، محیط طبیعی و ورزش طراحی کرده‌اند. حمل و نقل عمومی نیز امتیاز محسوب می‌شود که دوحه اکنون توسط یک مترو جدید که در سال ۲۰۱۹ افتتاح شد و شبکه گسترده‌ای از اتوبوس‌های عمومی و خودروهای برقی خدمات‌رسانی می‌کند.

## امکانات

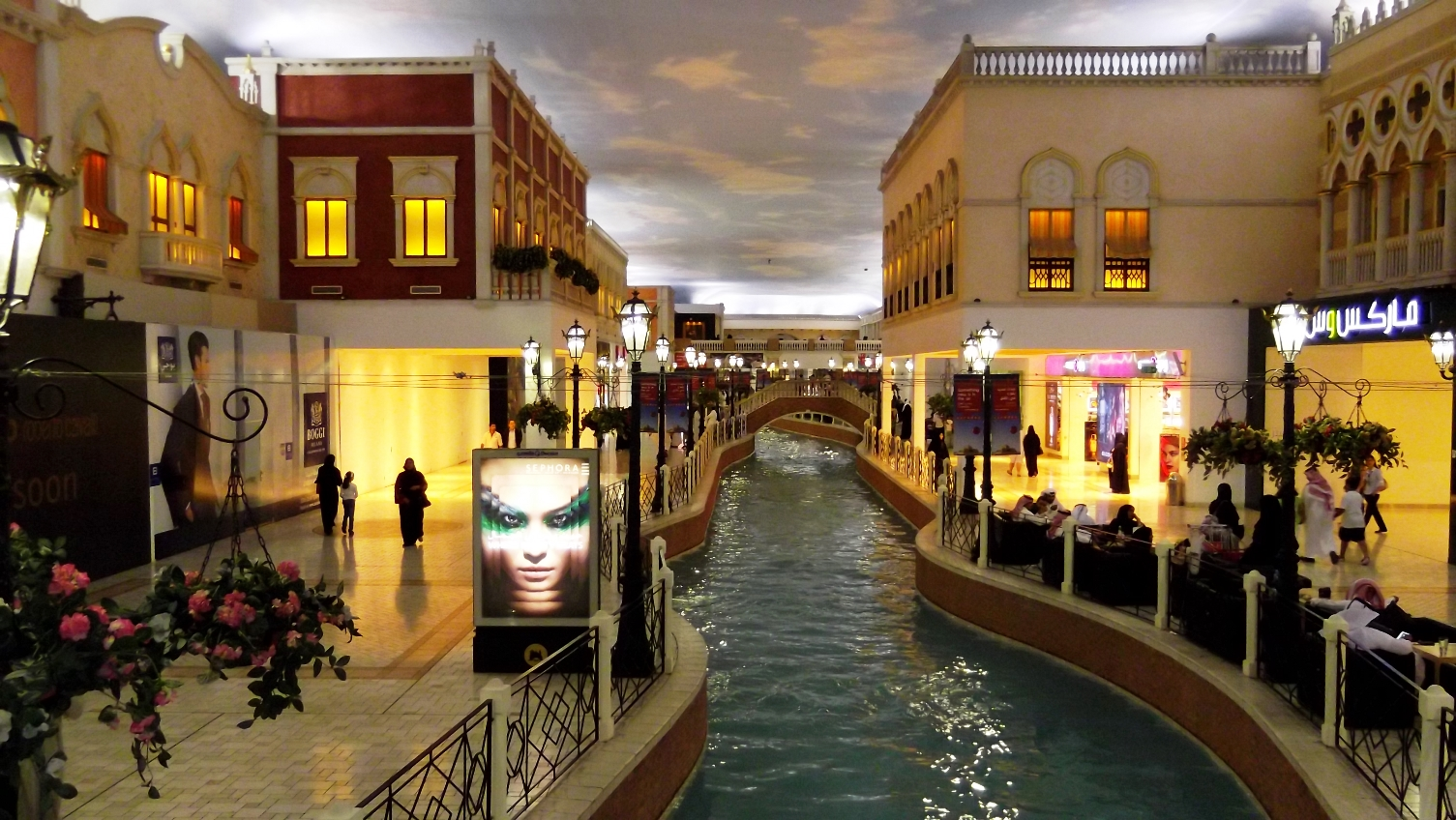
ویلاجیو مال

### فروشگاه
این شهر برای همه بازدید کنندگان خود مکانی برای خرید دارد. 
- ویلاجیو مال
- سوق واقف
- الحزم مال
- سیتی سنتر دوحه
- لاگونا مال
- رویال پلازا
- مال قطر
- فستیوال سیتی دوحه
- المرقاب مال
- ۲۱ های استریت
- گیت مال
- طوار مال
- گلف مال
- الاصمخ مال
- لندمارک مال دوحه از جمله فروشگاه‌های معتبر منطقه هستند که در دوحه ساخته شده‌اند.

موزه ملی قطر در دوحه

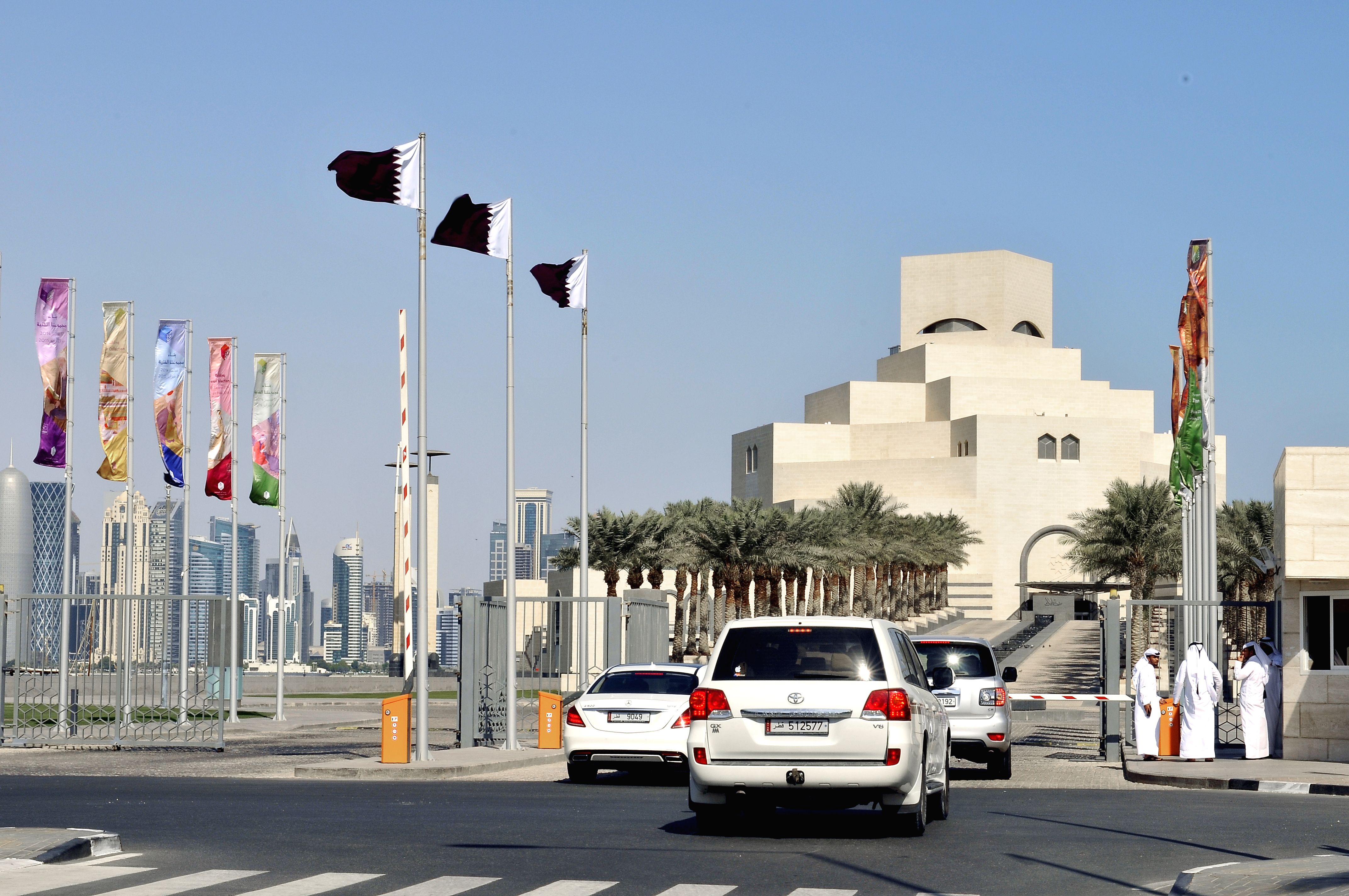
موزه هنر دوحه

### موزه
موزه هنر اسلامی دوحه یک موزه قابل توجه در کناره خلیج فارس است. این موزه در کشور قطر واقع شده‌است و بسیاری از آثار اسلامی را در خود جای داده‌است. این موزه همچنین میزبان آثار تاریخی از سال ۶۰۰ میلادی تا قرن نوزدهم است. موزه ملی قطر که توسط معمار مطرح فرانسوی ژان نوول طراحی شده دیگر موزه موجود در شهر است که یکی از شاهکارهای معماری در قطر محسوب می گردد.
- موزه ملی قطر
- موزه هنر اسلامی دوحه
- موزه‌های مشیرب
- اولیولی دوحه
- مثحف: موزه هنر مدرن عرب
- موزه توهمات دوحه
- موزه الرواق
- موزه افلاک‌نما ثریا

### تسهیلات غذایی
قطر بالاترین امتیاز در ارائهٔ غذاهای حلال را به خود اختصاص داده‌است. دوحه در سال ۲۰۱۷ در لیست ۱۰ مقصد حلال قرار گرفته بود.

## ورزش

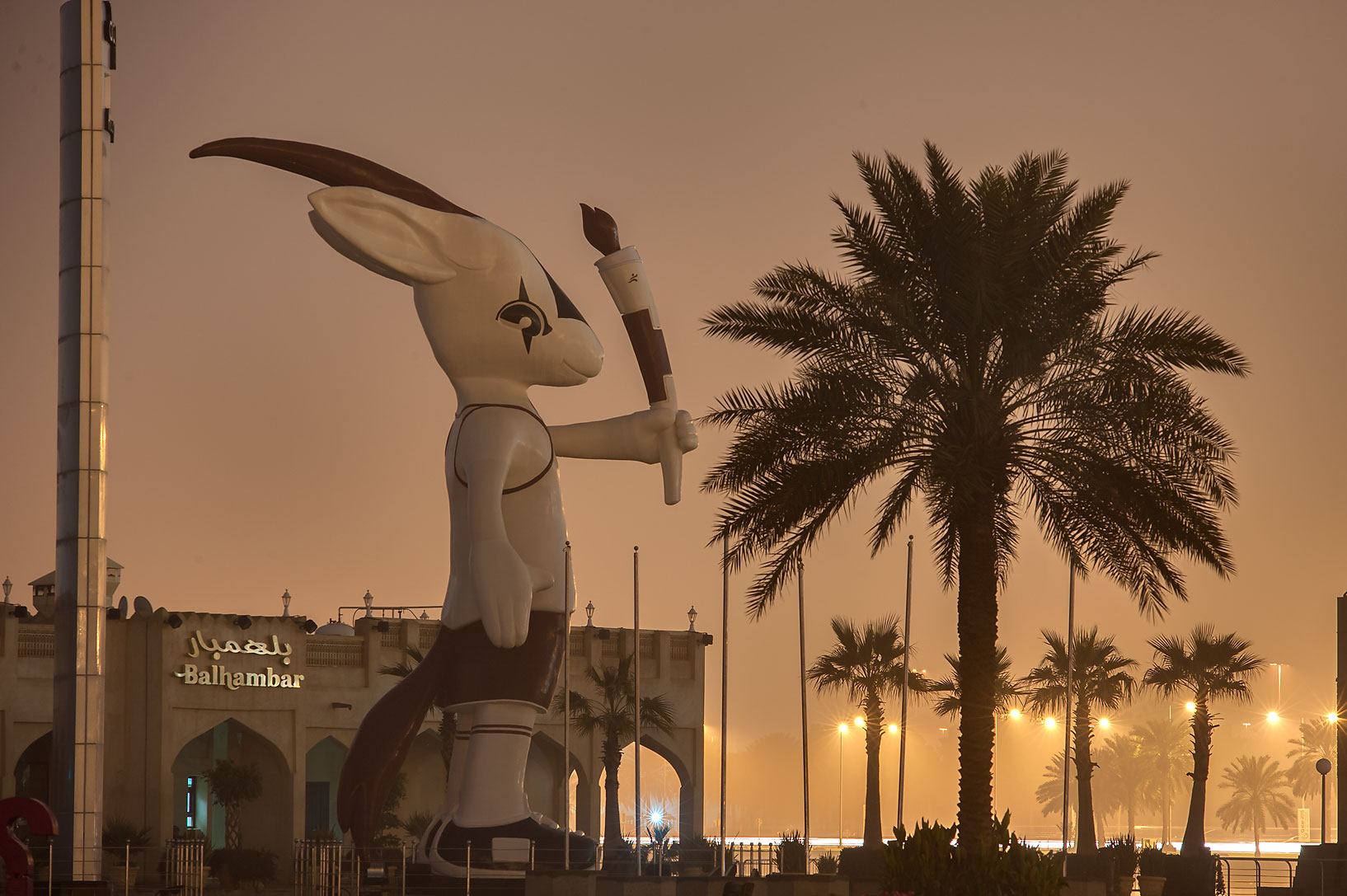
غزال اوریکس نماد پانزدهمین دوره بازی‌های آسیایی، در کرنیش دوحه در سال ۲۰۱۴

ورزش‌های توپی و آبی در قطر بسیار طرفدار دارد. فوتبال به عنوان محبوب‌ترین ورزش در قطر مطرح است و ورزش‌های کریکت، گلف، تنیس، والیبال، اسب دوانی، شنا، هندبال، قایق‌رانی بادبانی، اسکی روی آب، بسکتبال، رالی، تیراندازی، دوچرخه‌سواری، اسکواش و تنیس روی میز در رده‌های بعدی قرار می‌گیرند.
شهر دوحه میزبان بازی‌های آسیایی ۲۰۰۶ وجام ملت های آسیا ۲۰۲۳ و جام ملت‌های آسیا ۲۰۱۱ ، جام ملت‌های آسیا ۱۹۸۸ بوده‌است ، این شهر میزبان بازی‌های آسیایی ۲۰۳۰ را میزبانی می‌کند. در سال ۲۰۰۱، قطر به اولین کشور در خاورمیانه تبدیل شد که مسابقات تنیس زنان را با نام مسابقات اوپن بانوان قطر برگزار کرد. دوحه میزبان پانزدهمین بازی‌های آسیایی بود که در دسامبر ۲۰۰۶ برگزار شد و دولت قطر مجموعاً ۲٫۸ میلیارد دلار برای آماده‌سازی آن هزینه کرد. منطقه اسپایر که به شهر ورزش مشهور است دو شهرداری الریان زیر نظر دوحه قرار دارد.
اسپایر دارای مجهزترین و بروزترین آکادمی و امکانات در سطح جهانی است.

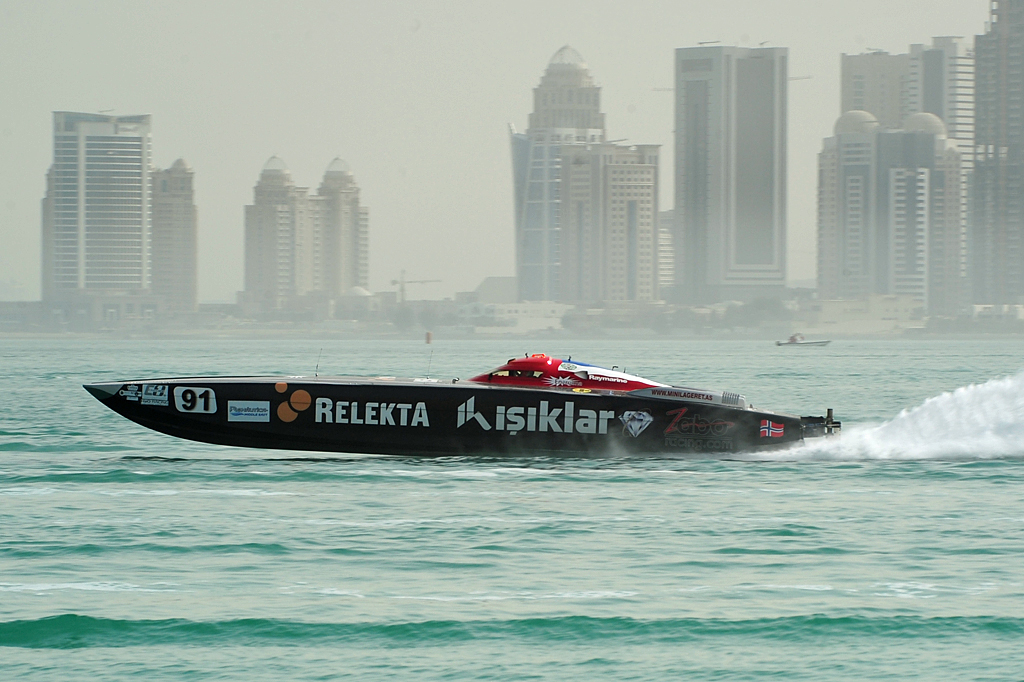
مسابقات قایق‌های موتوری فراساحلی در خلیج دوحه

بیمارستان ارتوپدی و پزشکی ورزشی آسپتر قطر اولین بیمارستان تخصصی ورزشی در خاورمیانه است که در این مجموعه قرار دارد. علاوه بر این، بسیاری از تیم‌های مطرح جهان، کمپ اسپایر را به عنوان مقصد اردوی تمرینی خود انتخاب می‌کنند. دوحه در ورزش همگانی نیز فعال است که از همین رو در سال ۲۰۱۴، دوحه به عنوان میزبان مسابقات جهانی دو و میدانی ۲۰۱۹، که هفدهمین دوره مسابقات جهانی دو و میدانی بود، انتخاب شد.
همچنین این شهر میزبان چهار دوره بازی‌های والیبال قهرمانی باشگاه‌های جهان بوده‌است. دوحه یک دوره میزبان مسابقات انجمن تنیس زنان، مسابقات قهرمانی قایق موتوری کلاس ۱ جهانی، قهرمانی هندبال مردان جهان ۲۰۱۵، قهرمانی ورزش‌های آبی جهان فینا، مسابقات قهرمانی جهان اسکواش، مسابقات جهانی بوکس آماتور و مسابقات جهانی دو و میدانی ۲۰۱۹ بوده و هرساله نیز مسابقات موتور سواری جایزه بزرگ دوحه در این شهر برگزار می‌گردد. در تاریخ ۲ دسامبر ۲۰۱۰، قطر در میزبانی رقابتهای جام جهانی ۲۰۲۲ فیفا در برابر کشورهای ژاپن، استرالیا، ایالات متحده و کره جنوبی پیروز شد و به این ترتیب دوحه میزبان بازی‌های جام جهانی فوتبال ۲۰۲۲ می‌باشد. پیشتر دوحه میزبان دو دوره مسابقات جام باشگاه‌های فوتبال جهان بوده‌است.

## هنر و سینما
موزه هنر اسلامی دوحه بزرگترین مرکز فرهنگ اسلامی در خاورمیانه است. مؤسسه فیلم دوحه (DFI) بزرگترین سازمان سینمایی قطر که در سال ۲۰۱۰ برای نظارت بر طرح‌های ساخت فیلم و ایجاد صنعت فیلم و پایدار سینما در قطر شکل گرفت در دوحه قرار دارد. نمایش‌های تئاتر نیز در تئاتر ملی قطر و در مرکز همایش ملی قطر در دوحه برگزار می‌شود. عملیات فورچون و طلای سیاه از فیلم‌های مطرح فیلمبرداری شده در دوحه هستند.

## آموزش

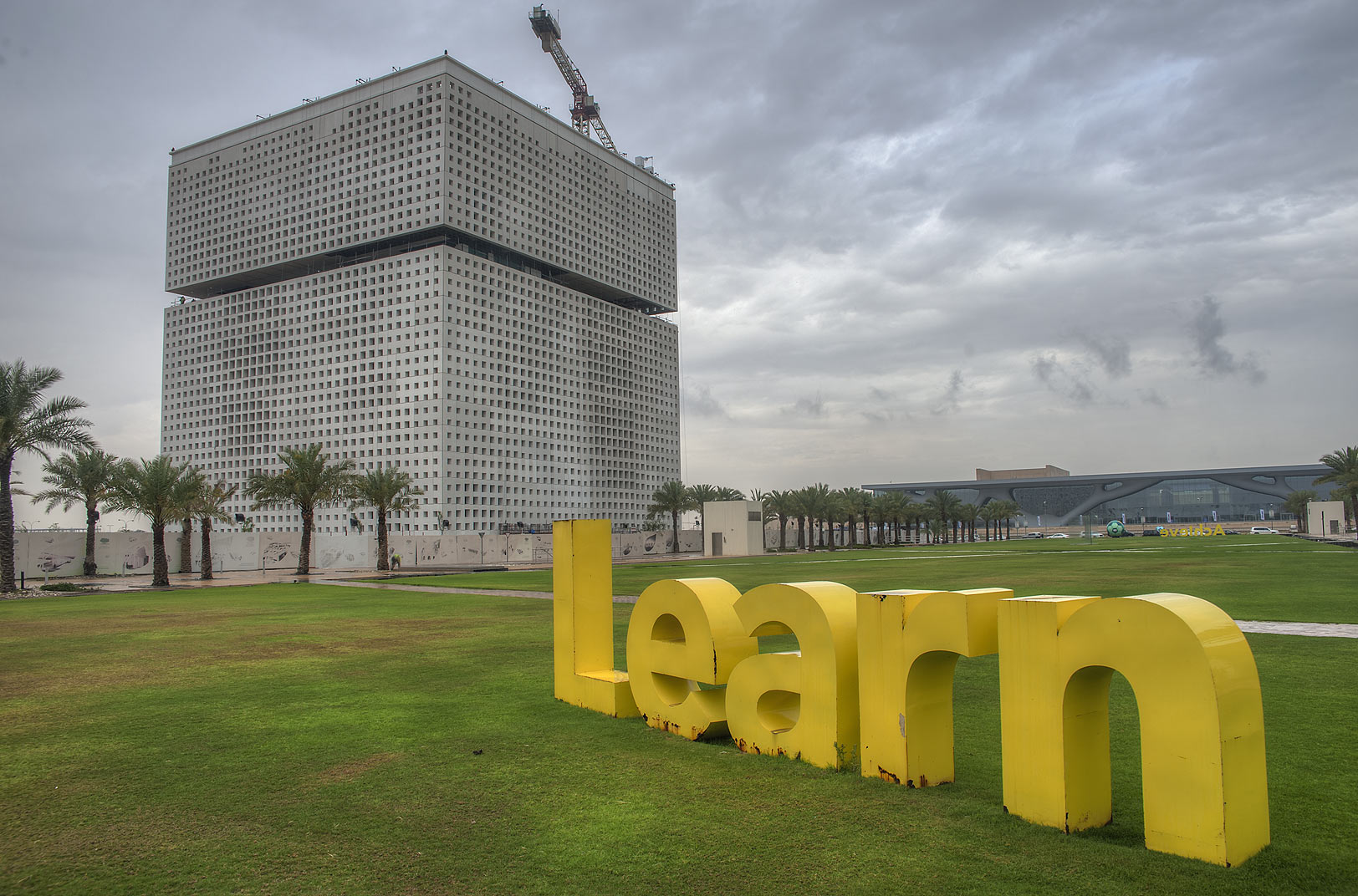
دفتر مرکزی و مرکز مطالعات استراتژیک بنیاد قطر

دوحه مرکز آموزشی کشور قطر است و بیشترین تعداد مدارس و کالج‌ها را در خود جای داده‌است. شهر آموزش که یک مجمع آموزشی به مساحت ۱۴ کیلومتر مربع (۵٫۴ مایل مربع) است، توسط سازمان غیرانتفاعی بنیاد قطر راه اندازی شد. ساخت و ساز این مجموعه در سال ۲۰۰۰ آغاز شد. شهر آموزش دارای ۱۵ مرکز آموزشی در سطح عالی است. در سال ۲۰۰۹ دولت قطر اجلاس جهانی نوآوری برای آموزش را توسط موزا بنت ناصر بنیان‌گذاری کرد که هدف از تأسیس آن ایجاد عرصه‌ای بین‌الملی در زمینه‌های گوناگون با هدف تفکر خلاق منطبق بر استدلال و گفت‌وگو و فعالیت هدفمند در زمینه آموزش است. کتابخانه ملی قطر که با بیش از یک میلیون کتاب و پانصد هزار نسخه دیجیتال، در مساحت ۴۲ هزار متر مربع، کارمندانی از ۳۹ کشور مختلف و ۱۴۴ هزار عضو فعال، به عنوان بزرگ‌ترین کتابخانه موجود در خاورمیانه محسوب می‌شود در محوطه شهر آموزش قرار دارد.
برخی از دانشگاه های دوحه عبارتند از:
- دانشگاه کارنگی ملون در قطر
- دانشگاه جرج تاون در قطر
- دانشگاه حمد بن خلیفه
- دانشگاه کرنل[۲]
- دانشکده مطالعات بازرگانی پاریس
- دانشگاه نورث وسترن قطر
- دانشگاه تگزاس‌ای اند ام در قطر
- کالج دانشگاه لندن در قطر[۳]
- دانشگاه ویرجینیا کامنولث
- کالج پزشکی وایل کرنل در قطر
- دانشگاه استندن قطر
- دانشگاه آتلانتیک شمالی
- دانشگاه قطر
- دانشکده معارف اسلامی قطر
- دانشگاه کلگری

## رسانه
الجزیره بزرگترین شبکه خبری خاورمیانه در دوحه قرار دارد. الجزیره کانال‌های متعدد خاص تلویزیونی را علاوه بر کانال اخبار بکار گرفته‌است. این کانال‌ها شامل، یک کانال زبان انگلیسی، کانال مستند الجزیره، کانال ورزشی الجزیره، یک کانال عمومی ورزشی به زبان عربی، پخش زنده الجزیره، که همایش‌ها را در زمان واقعی خود بدون هیچ‌گونه ویرایش یا اعمال نظر پخش می‌کند، و نیز یک کانال تلویزیونی برای کودکان می‌باشد.

## حمل و نقل
قطر برای حمایت از شهر در حال گسترش دوحه و افزایش سطح تسهیلات ساکنان و مسافران، سرمایه‌گذاری زیادی در ارتقای زیرساخت‌های شهر و کشور کرده‌است.

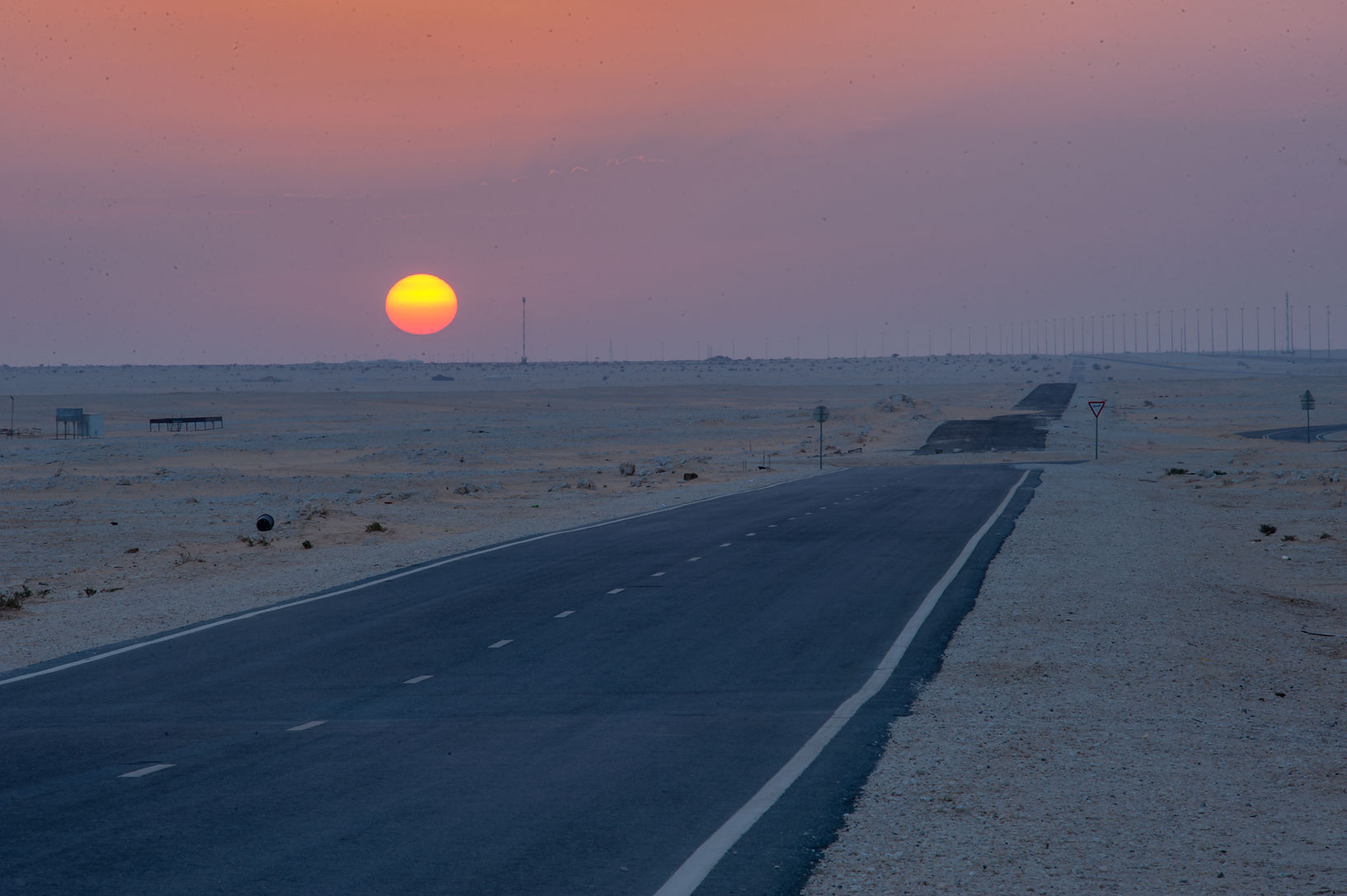
بزرگراه دخان، شهر دخان، سواحل غربی کشور را به پایتخت این کشور، دوحه متصل می‌کند

### جاده‌ها
بزرگراه دخان شهر دخان در سواحل غربی کشور را به پایتخت قطر یعنی، دوحه متصل می‌کند.
چندین پروژه بزرگراه توسط سازمان فواید عمومی از جمله جاده منطقه صنعتی، بزرگراه دوحه، بزرگراه مرکزی دخان، جاده شمالی، جاده الشیحانیه ساخته و تحویل داده شده‌است. آخرین پروژه که انتظار می‌رود در سال ۲۰۲۴ توسط سازمان فواید عمومی تحویل داده شود، پروژه گذرگاه شرق است.

### مترو

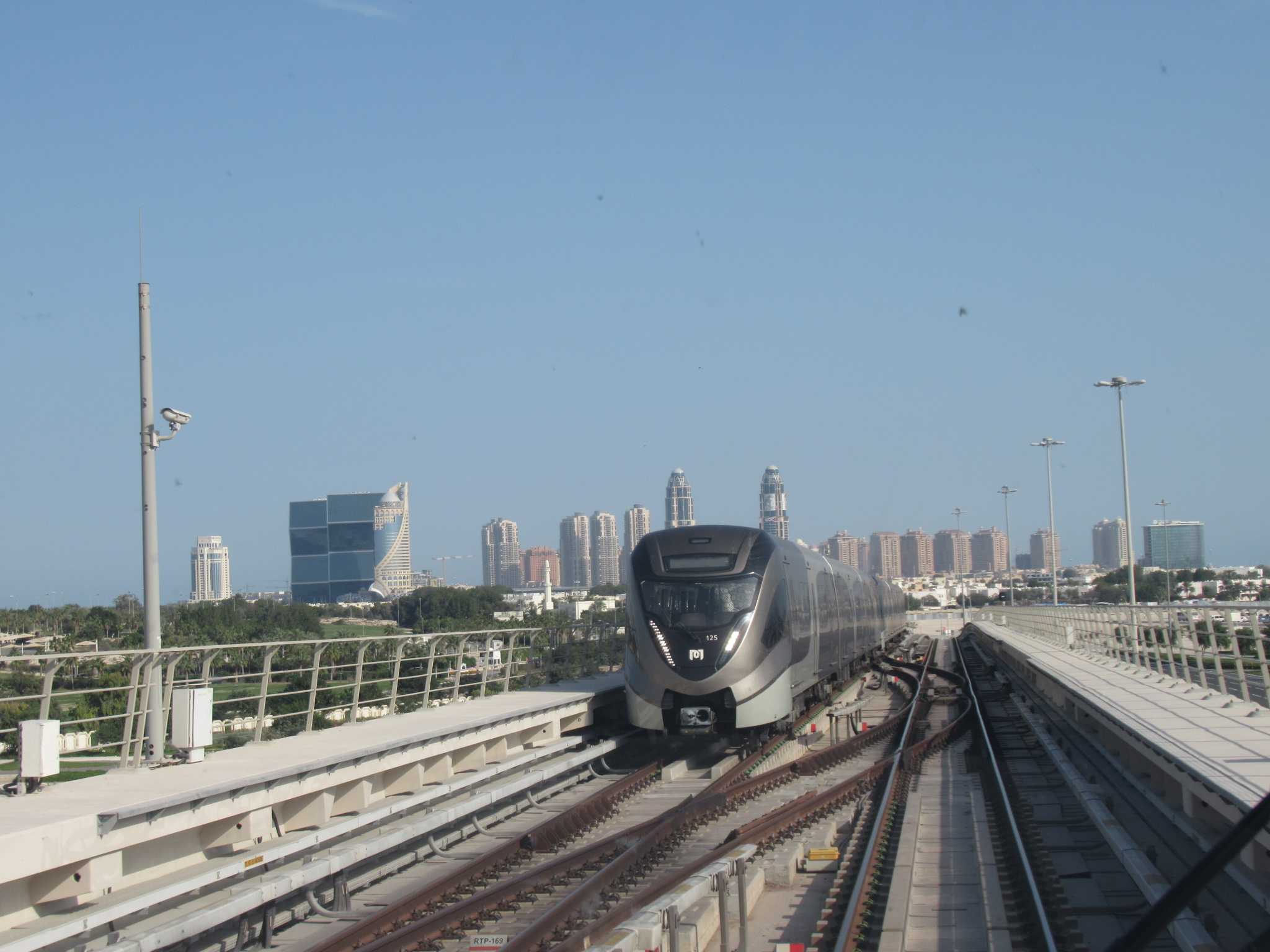
ردلاین مترو دوحه

متروی دوحه یک سیستم مترو برای شهر دوحه پایتخت قطر است که در تاریخ ۸ می ۲۰۱۹ افتتاح شد. مترو دوحه داری ۳ خط با طول تقریبی ۷۶ کیلومتر و ۳۷ ایستگاه می‌باشد. این سیستم جزئی از سیستم ریلی قطر است که برای حمل و نقل دوربرد کالا و مسافر طراحی شده و آنرا به کشورهای شورای همکاری خلیج فارس و قطار سبک شهری شهر جدید لوسیل وصل می‌کند. مترو دوحه با پتانسیل رسیدن به سرعت ۱۰۰ کیلومتر در ساعت یکی از سریعترین متروهای بدون راننده جهان خواهد بود. در حال حاضر یک سوم متروی دوحه به‌طور کامل فعال است.

### فرودگاه

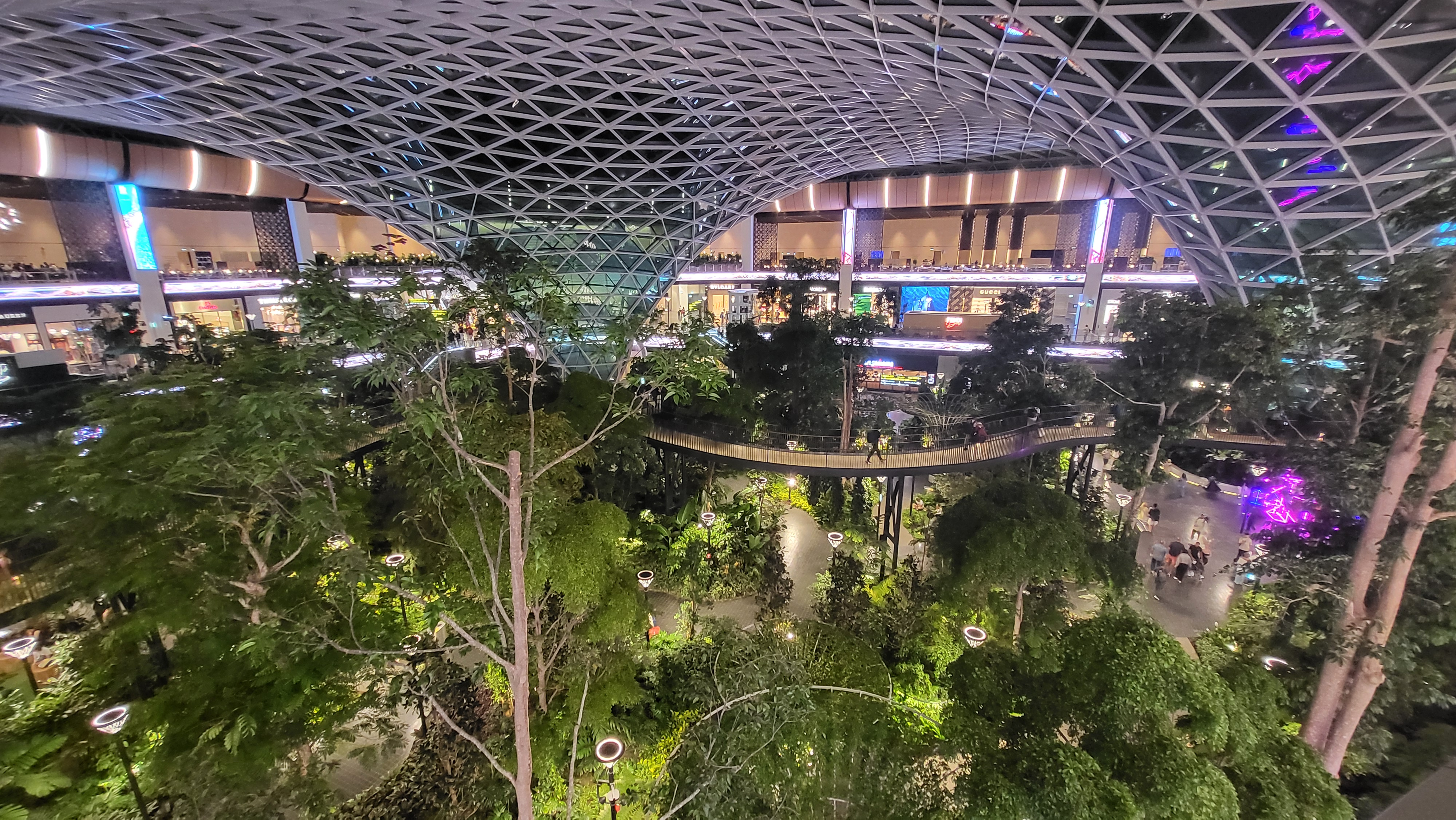
نمایی از داخل فرودگاه حمد

فرودگاه بین‌المللی حمد، یک فرودگاه همگانی در دوحه است که دارای یک باند فرود آسفالت به طول ۴۹۰۰ متر است. فرودگاه بین‌المللی حمد در ارتفاع ۱۱ متری از سطح دریا واقع شده‌است. این فرودگاه جدید و مدرن از تاریخ ۲۷ می ۲۰۱۴ مرکز اصلی پروازهای قطر ایرویز شد. این فرودگاه یکی از طولانی‌ترین باندهای پروازی جهان را به خود اختصاص داده‌است و هواپیماهای مدرن و بزرگی مانند ایرباس ای۳۸۰ به راحتی می‌توانند در آن مورد استفاده قرار گیرند. این فرودگاه دارای مرکز خریدی به مساحت ۲۵۰۰۰ متر مربع می‌باشد. تمامی امکانات تفریحی و رفاهی نیز برای مسافران ترانزیتی این فرودگاه فراهم شده‌است. این فرودگاه دارای امکاناتی مانند مسجد ۲۱۰۰ متری، محوطه سرگرمی کودکان و نوجونان، اتاق‌های والدین برای رسیدگی به اطفال و یکی از مدرن‌ترین هتل‌های اقامتی قطر به نام هتل فرودگاهی خدمات اوریکس است. در هتل فرودگاه بین‌المللی حمد، خدمات ارزنده‌ای از قبیل اتاق‌های لوکس یا اسپا به میهمانان عرضه می‌شود.

## روز ملی قطر
همزمان با روز ملی قطر، هر ساله نیروهای مسلح این کشور در خیابان ساحلی شهر دوحه، رژه برگزار می‌کنند.
واحدهایی از نیروهای زمینی، دریایی و هوایی ارتش، وزارت کشور، نیروهای امنیت داخلی، گارد امیری و پلیس در مقابل امیر قطر رژه می‌رود. این مراسم با استقبال مردم روبرو شده‌است.

## شهرهای خواهرخوانده
- الجزیره، الجزایر (از ۲۰۱۳)[۴]
- سارایوو، بوسنی هرزگوین (از ۲۰۱۸)[۵]
- برازیلیا، برزیل (از ۲۰۱۴)[۶]
- صوفیه، بلغارستان (از ۲۰۱۲)[۷]
- پکن، چین (از ۲۰۰۸)[۸]
- آلامدا، کالیفرنیا ایالات متحده آمریکا (از ۲۰۰۴)[۹]
- سان سالوادور، السالوادور (از ۲۰۱۸)[۱۰]
- بانجول، گامبیا (از ۲۰۱۱)[۱۱]
- تفلیس، گرجستان (از ۲۰۱۲)[۱۲]
- آستانه، قزاقستان (از ۲۰۱۱)[۱۳]
- بیشکک، قرقیزستان (از ۲۰۱۸)[۱۴]
- پورت‌لوئیس، موریس (از ۲۰۰۷)[۱۵]
- موگادیشو، سومالی (از ۲۰۱۴)[۱۶]
- تونس، تونس (از ۱۹۹۴)[۱۷]
- آنکارا، ترکیه (از ۲۰۱۶)[۱۸]
- لس آنجلس، ایالات متحده آمریکا (از ۲۰۱۶)[۱۹]
- میامی، ایالات متحده آمریکا (از ۲۰۱۶)[۲۰]
- لیبرتادورس، ونزوئلا (از ۲۰۱۵)[۲۱]
- بیت ساحور، فلطسین (از ۲۰۰۹)[۲۲]

## نگارخانه

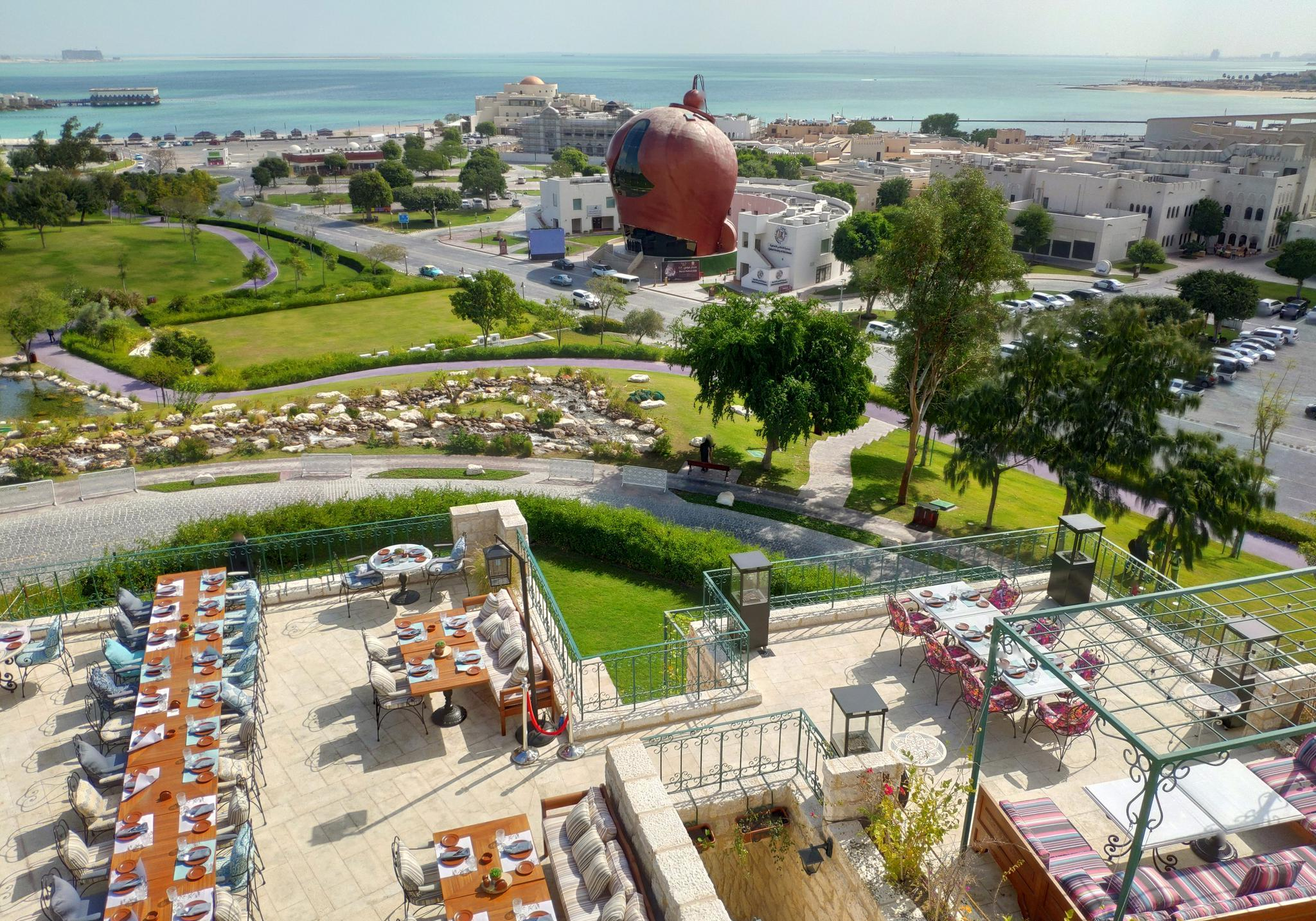
دهکده فرهنگی کتارا
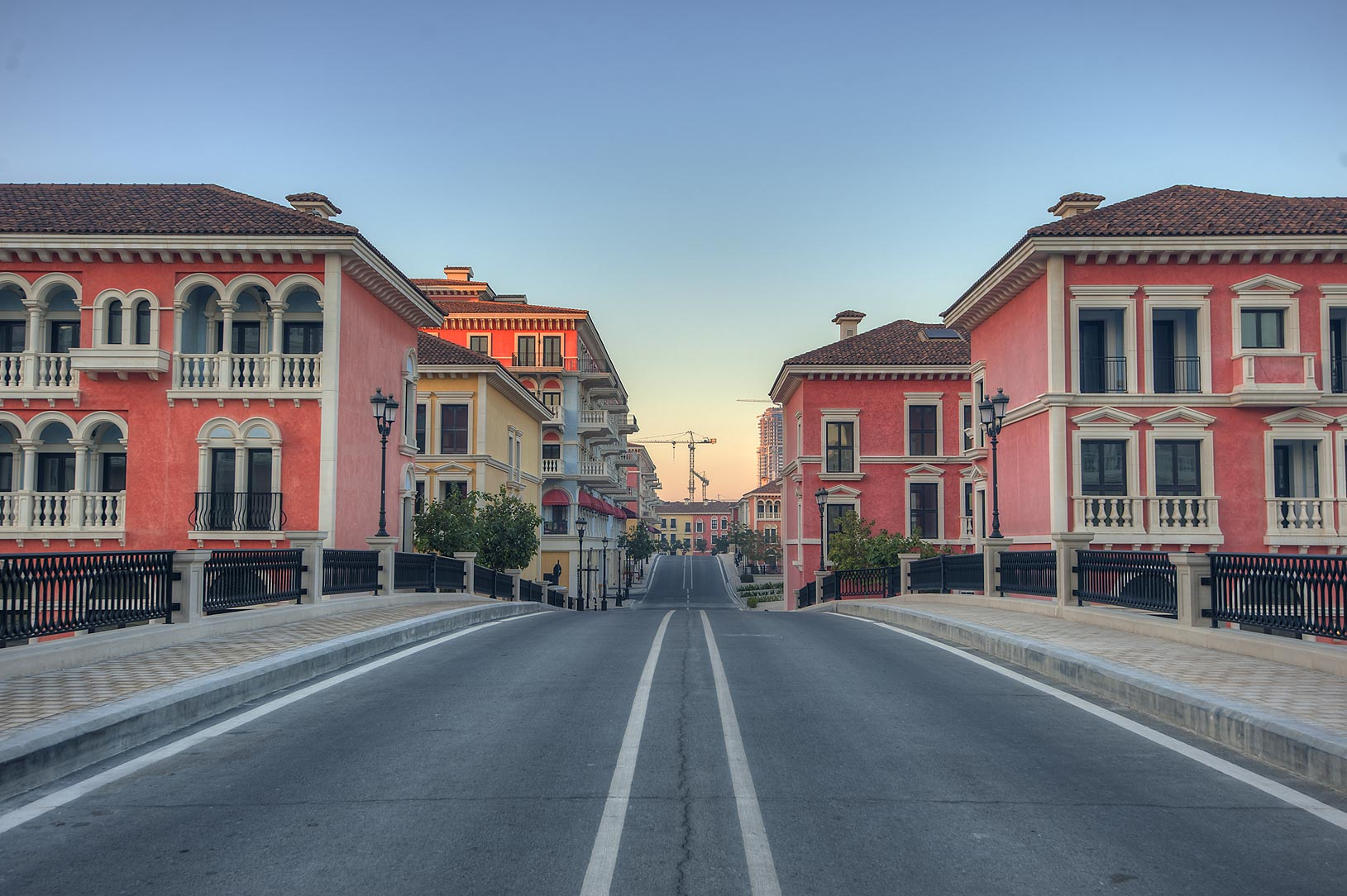
پلی در جزیره مروارید قطر
پارک و برج اسپایر الریان در نزدیکی دوحه
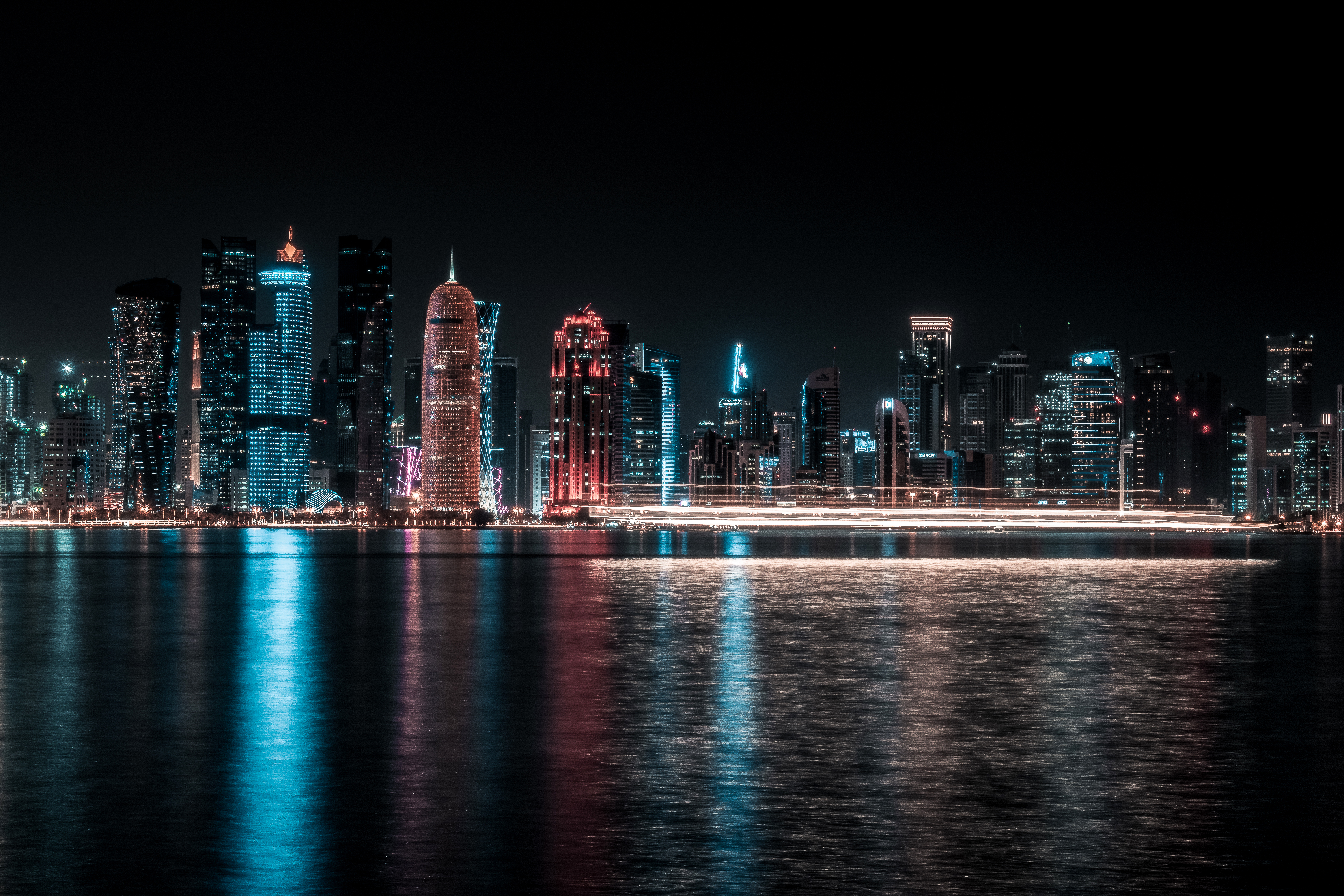
آسمان خراش‌های دوحه از منطقه وست بی
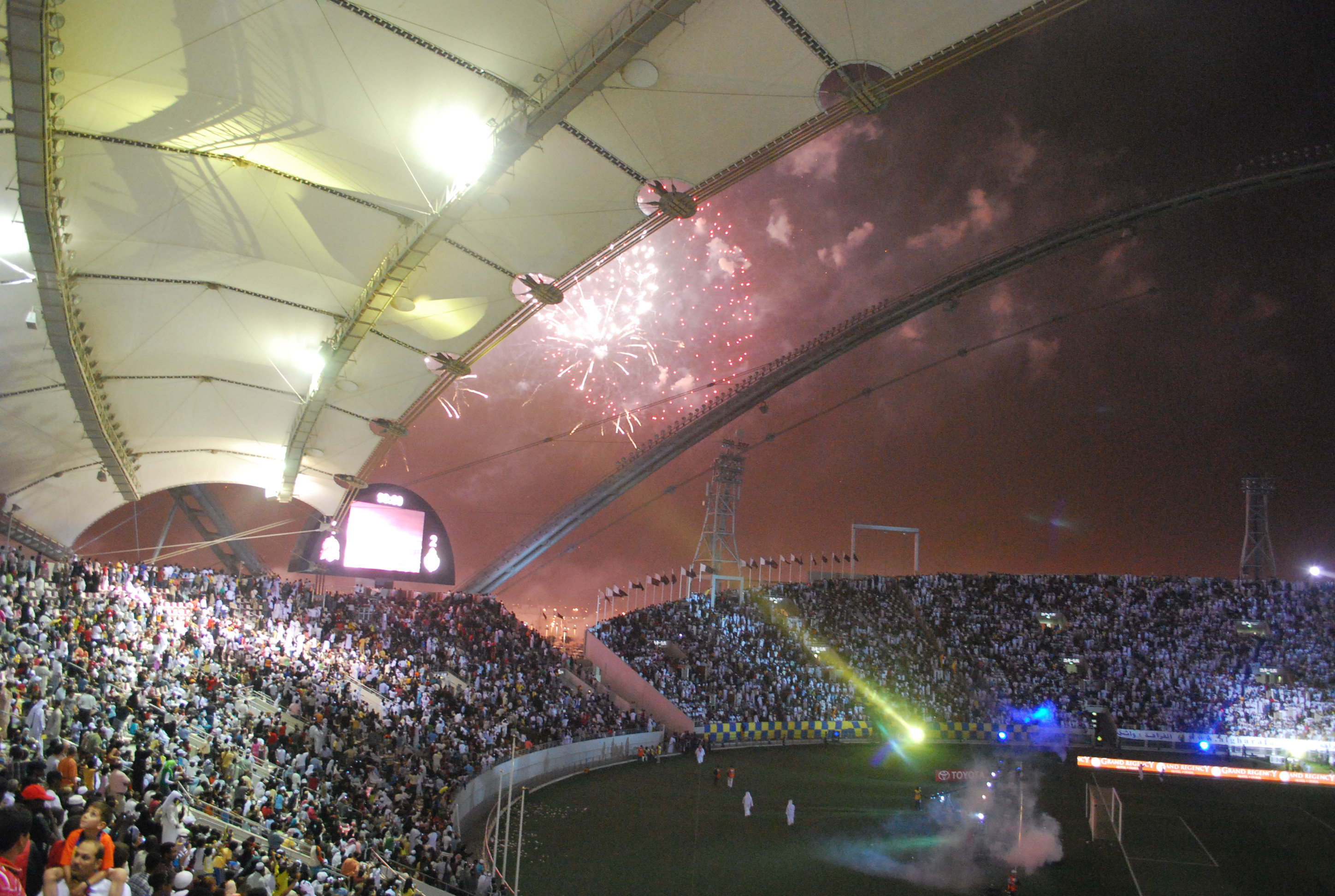
ورزشگاه بین‌المللی خلیفه
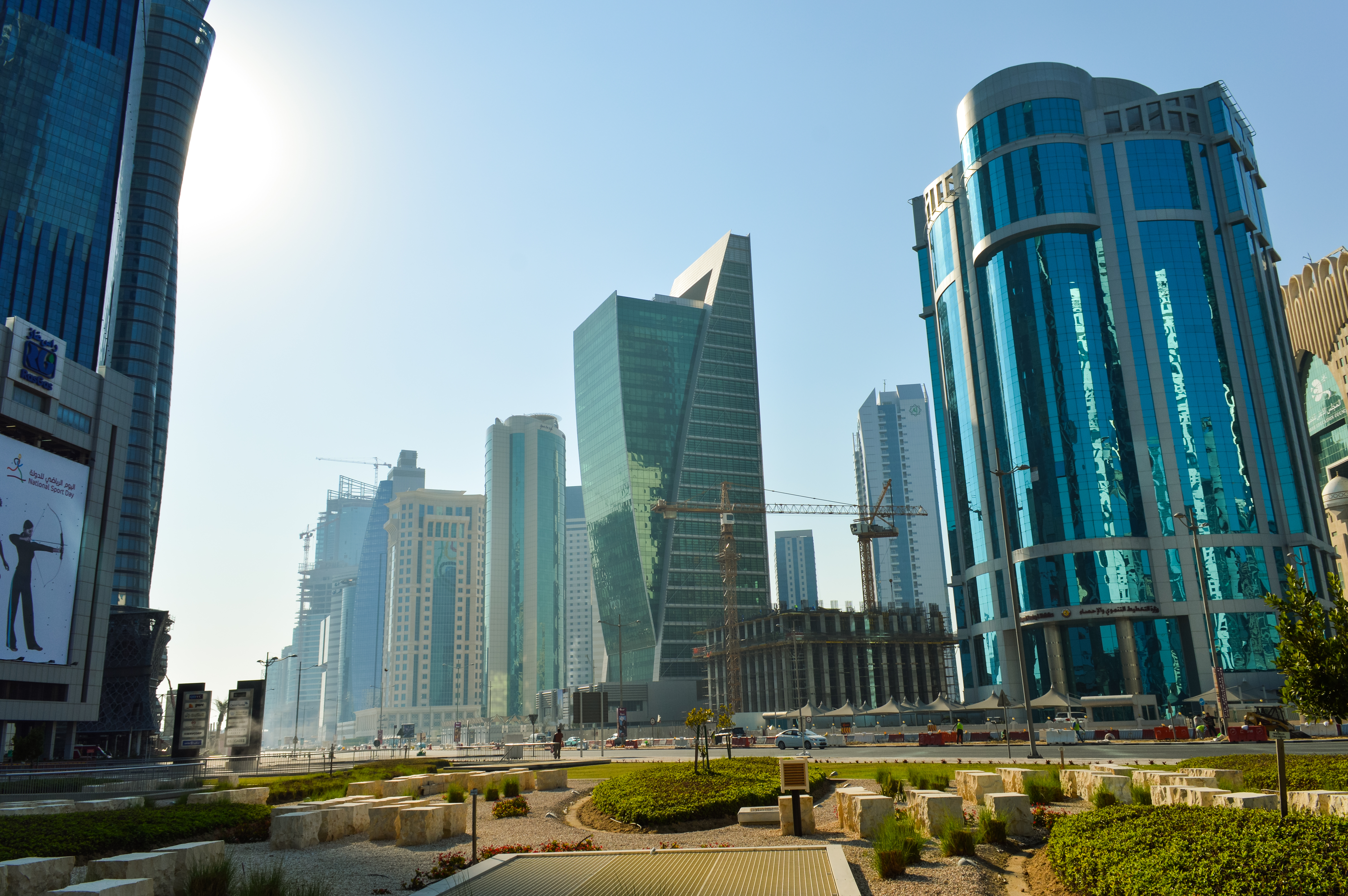
خیابان مجلس التعاون دوحه
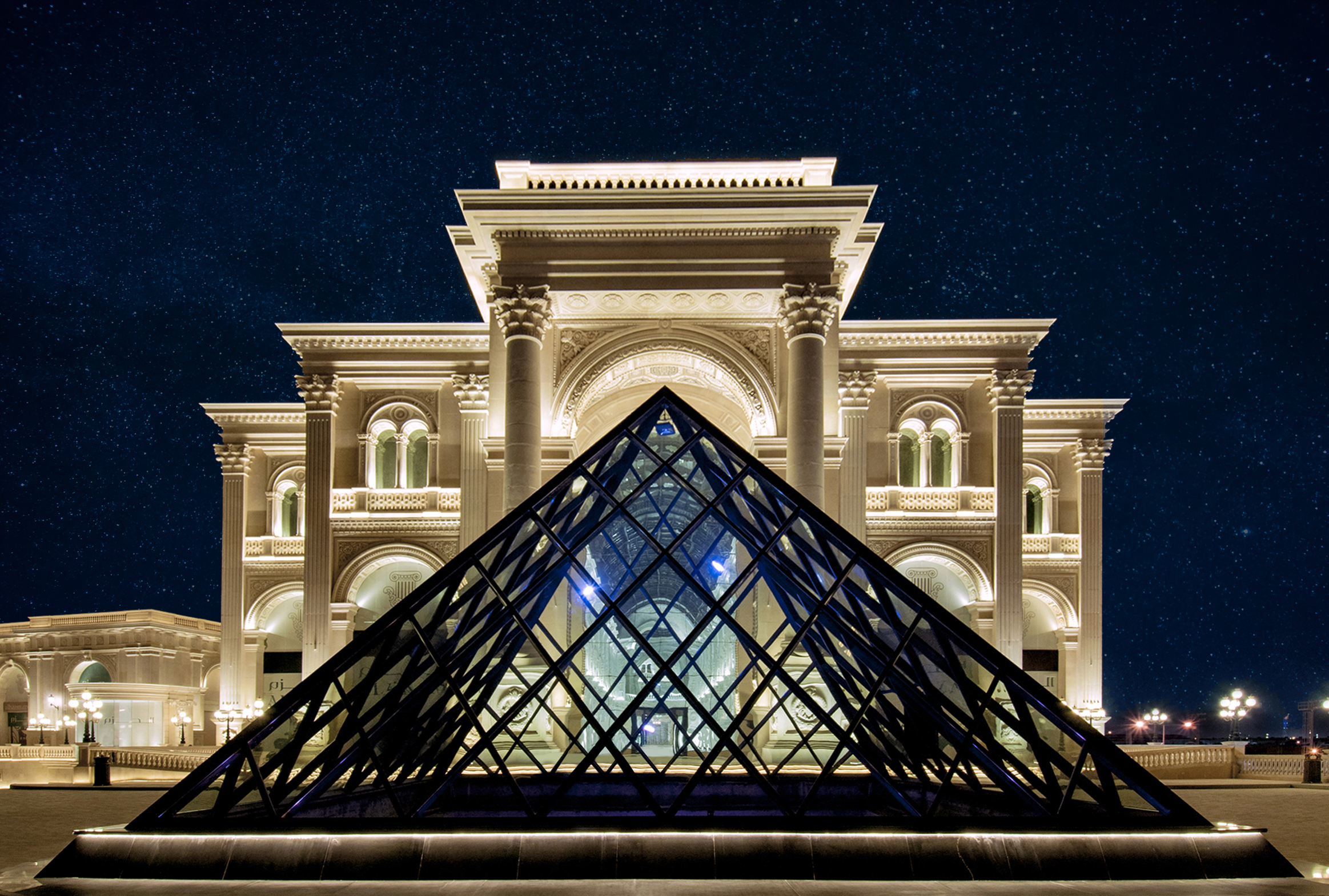
مرکز خرید الحزم مال
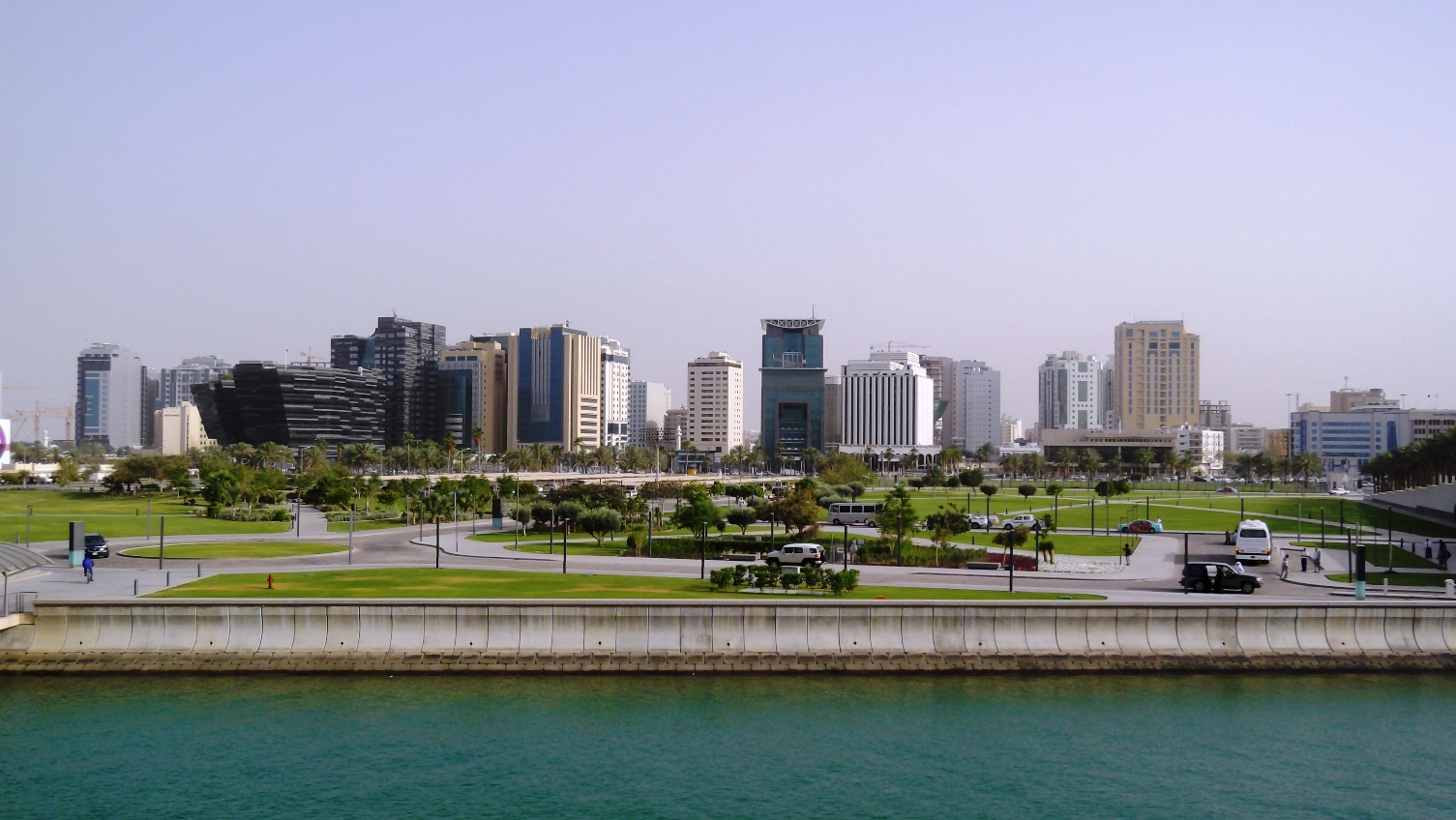
پارک کورنیش
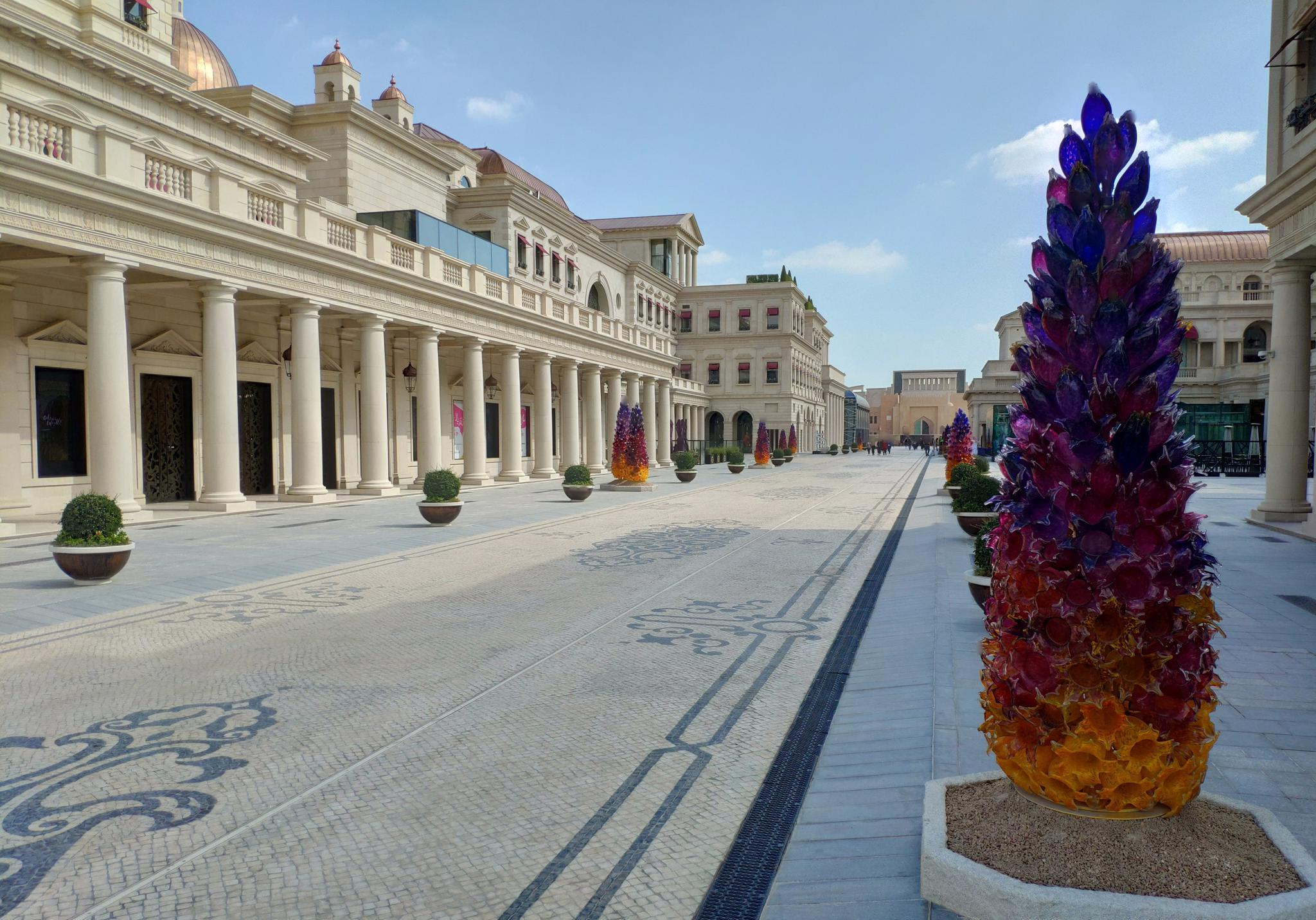
خیابان های ۲۱ دهکدهٔ فرهنگی کاتارا
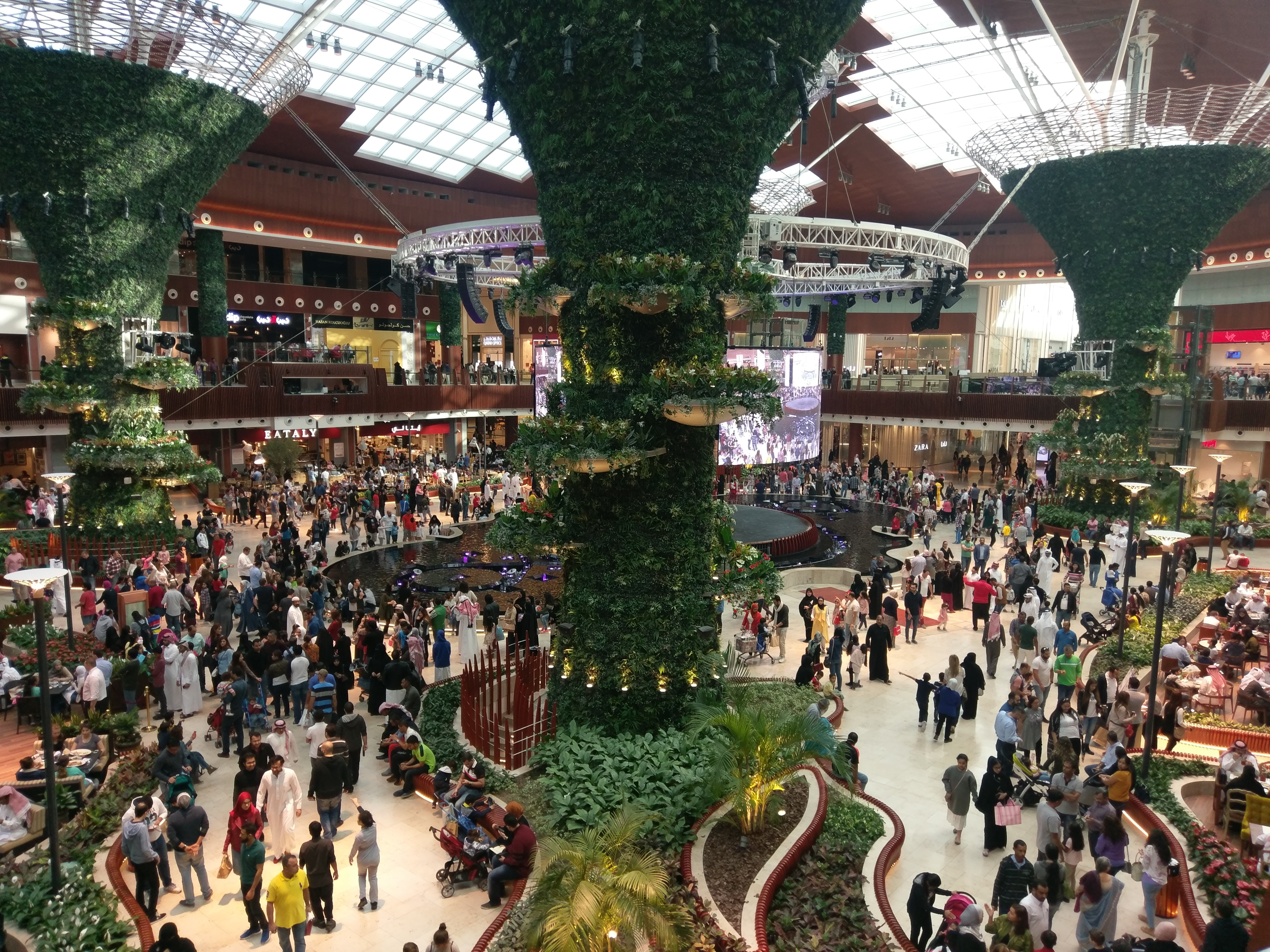
مال قطر دوحه
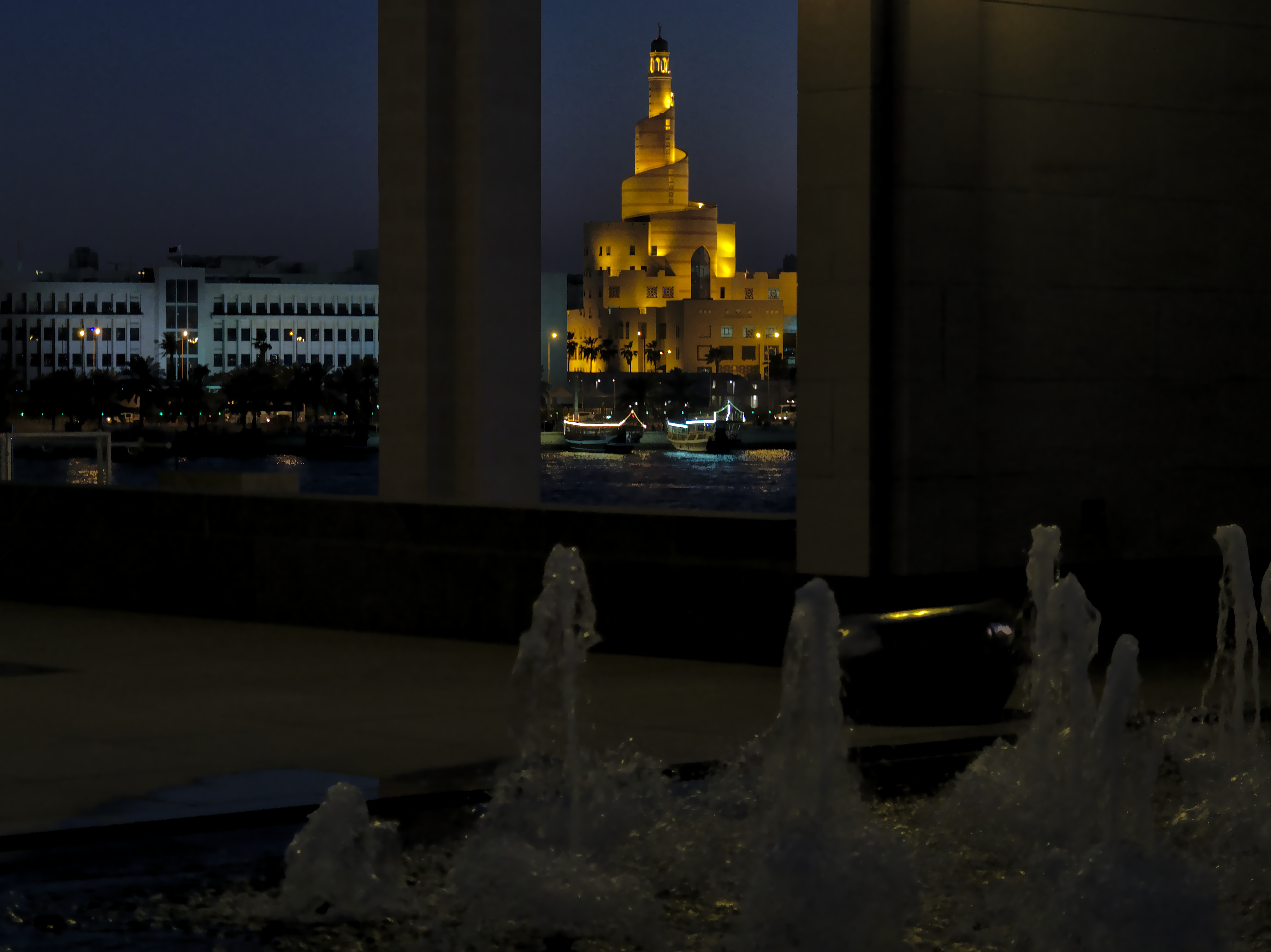
مرکز فرهنگی بن زید
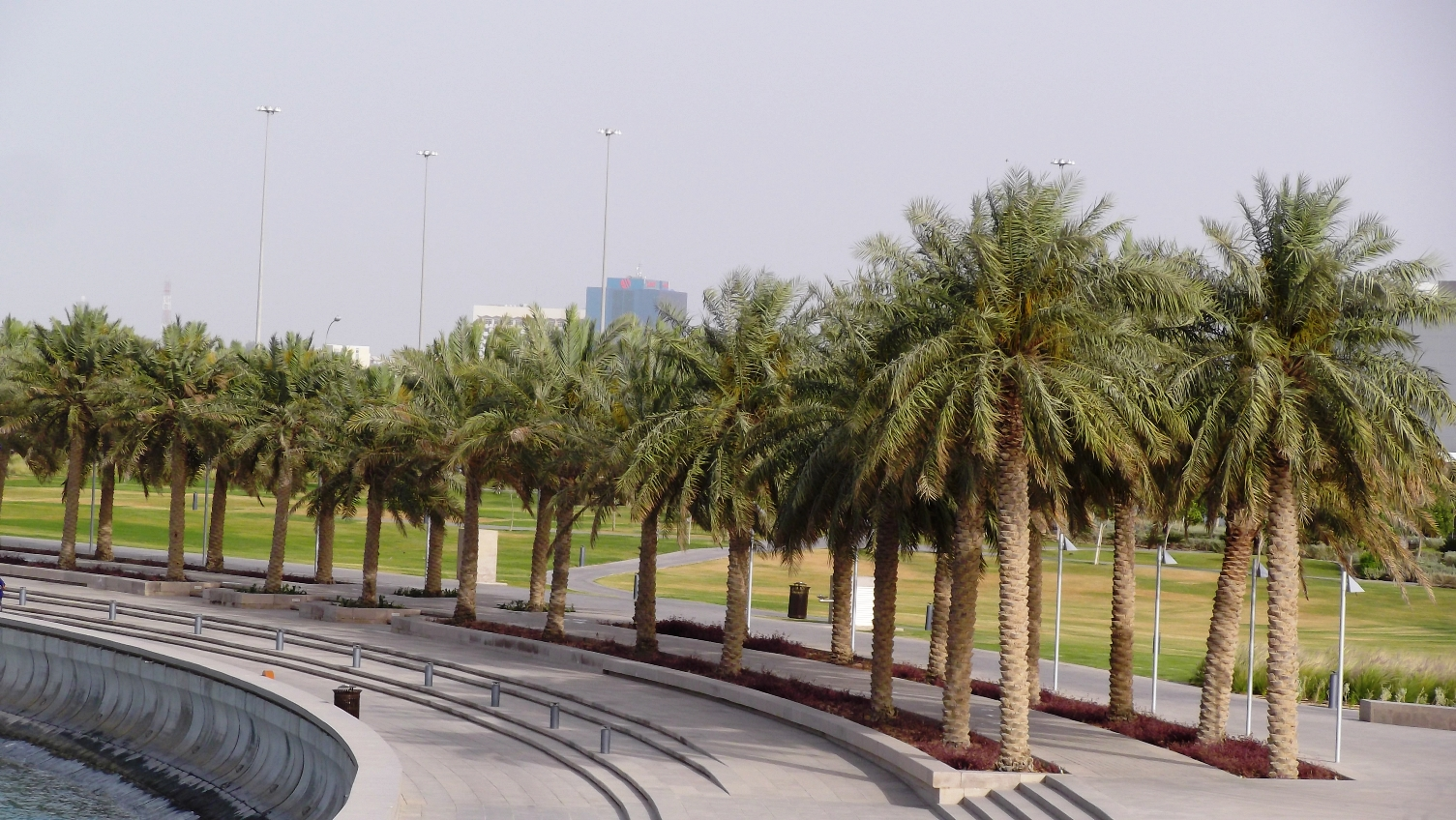
مسیر پیاده‌روی کورنیش
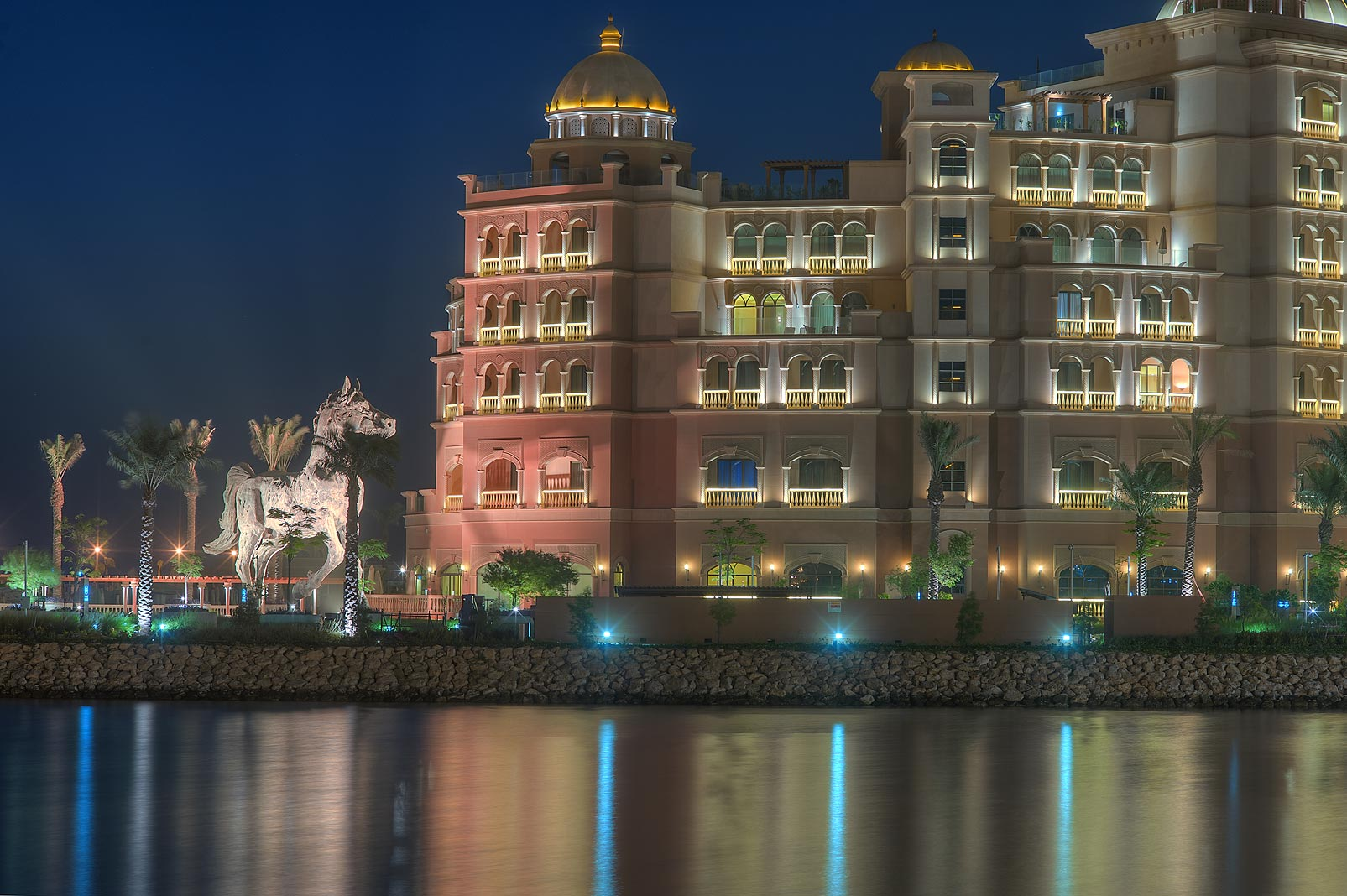
هتل مارسا مالاز کمپینسکی دوحه
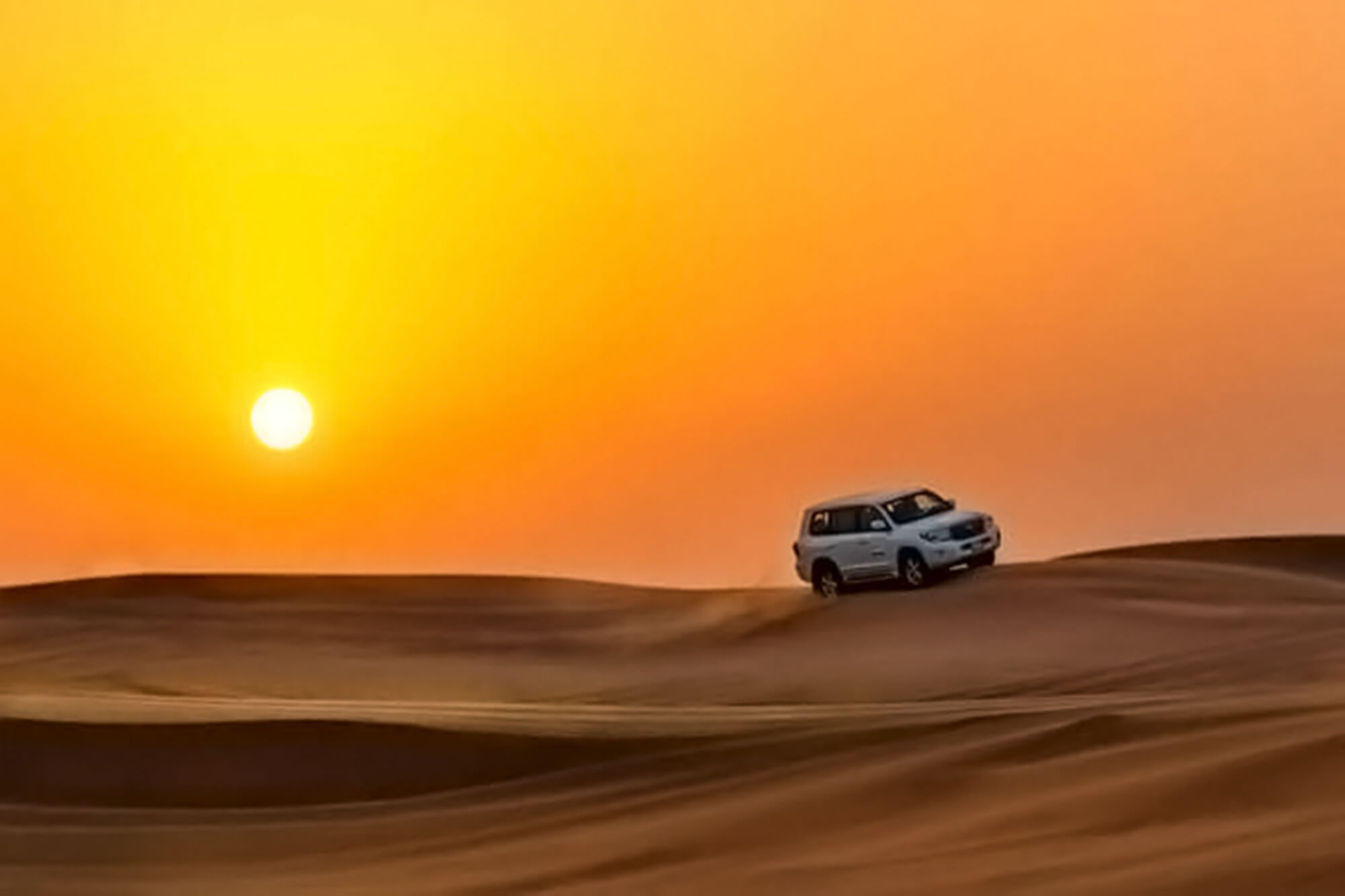
دوحه سافاری
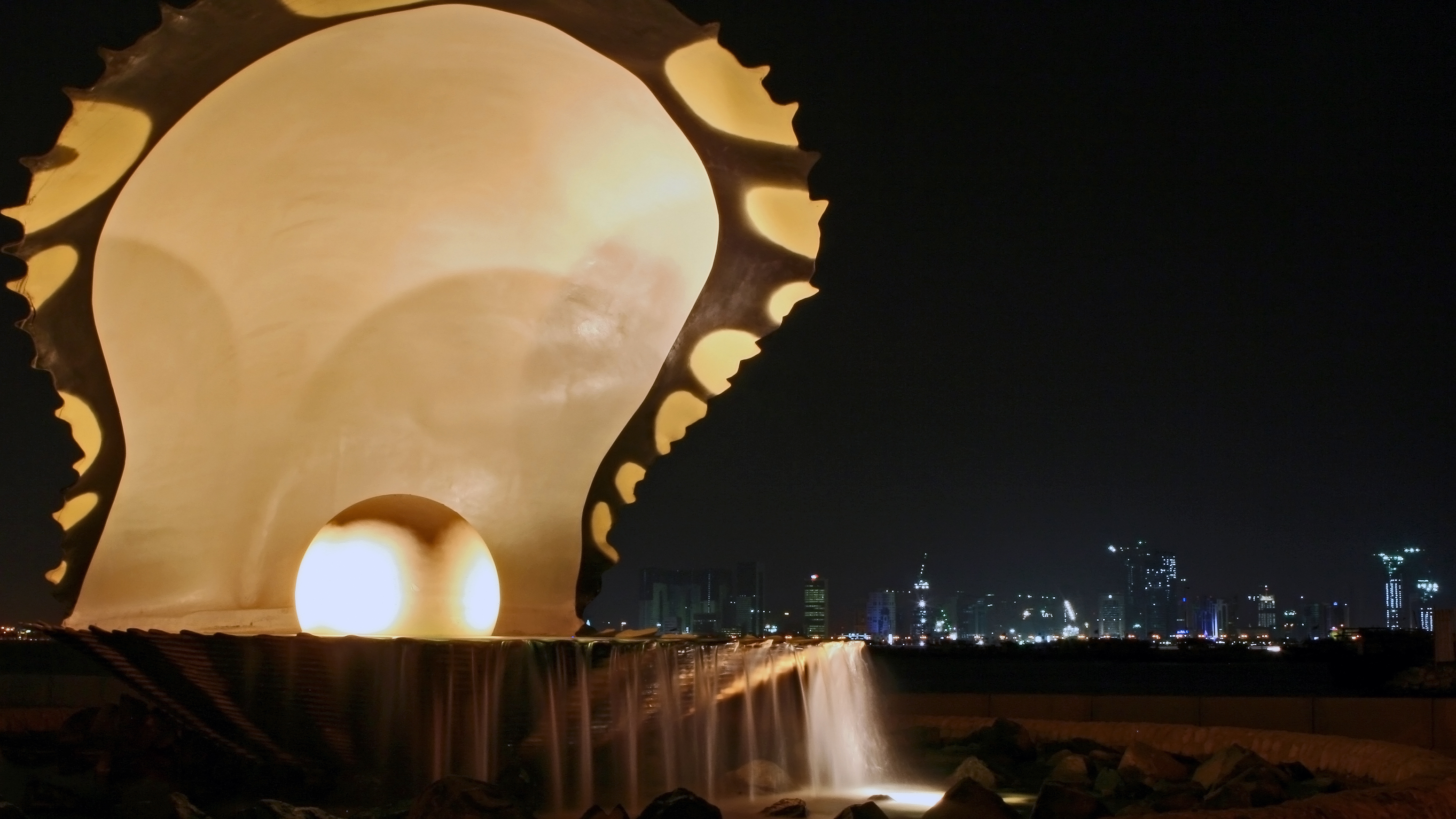
بنای یادبود مروارید دوحه
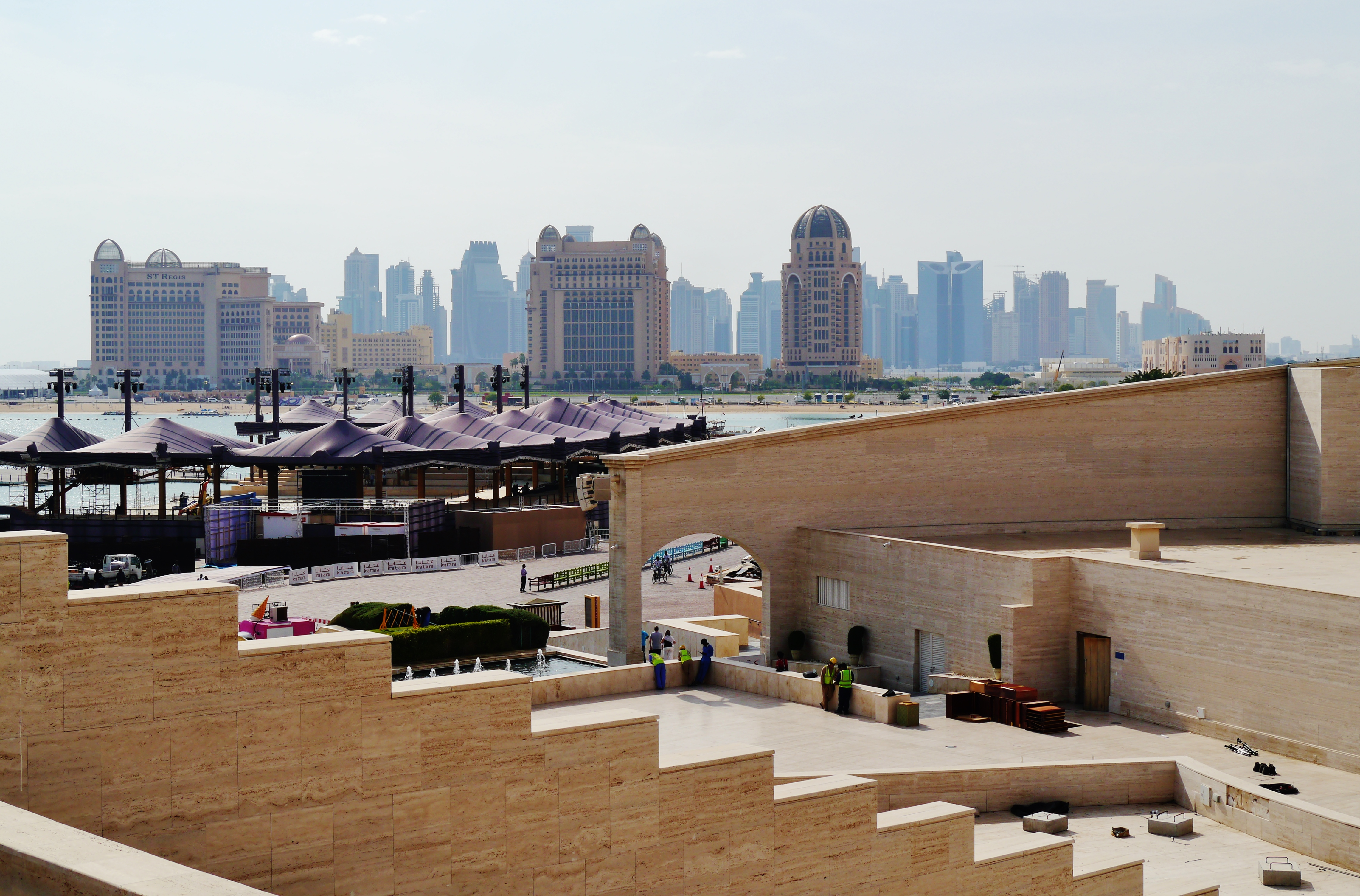
دورنمای در کتارا دوحه
ورزشگاه راس ابوعبود ۹۷۴
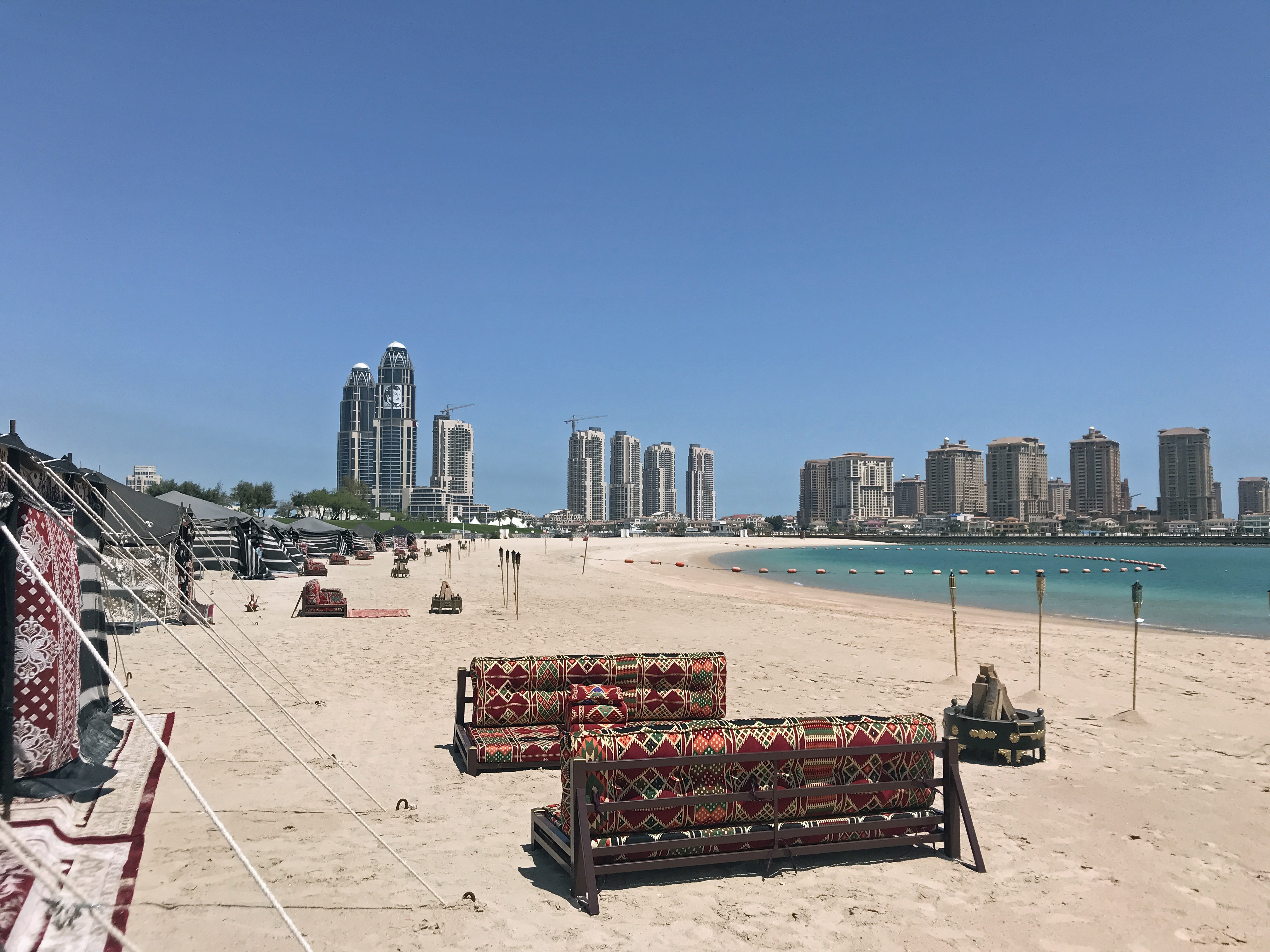
یک ساحل در دوحه
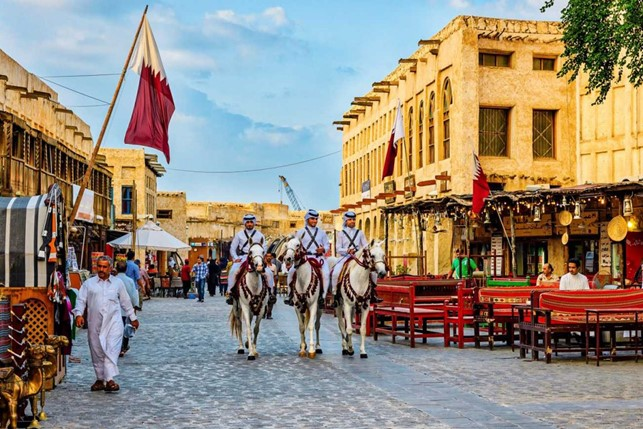
سوق واقف